# Geschichte Gambias

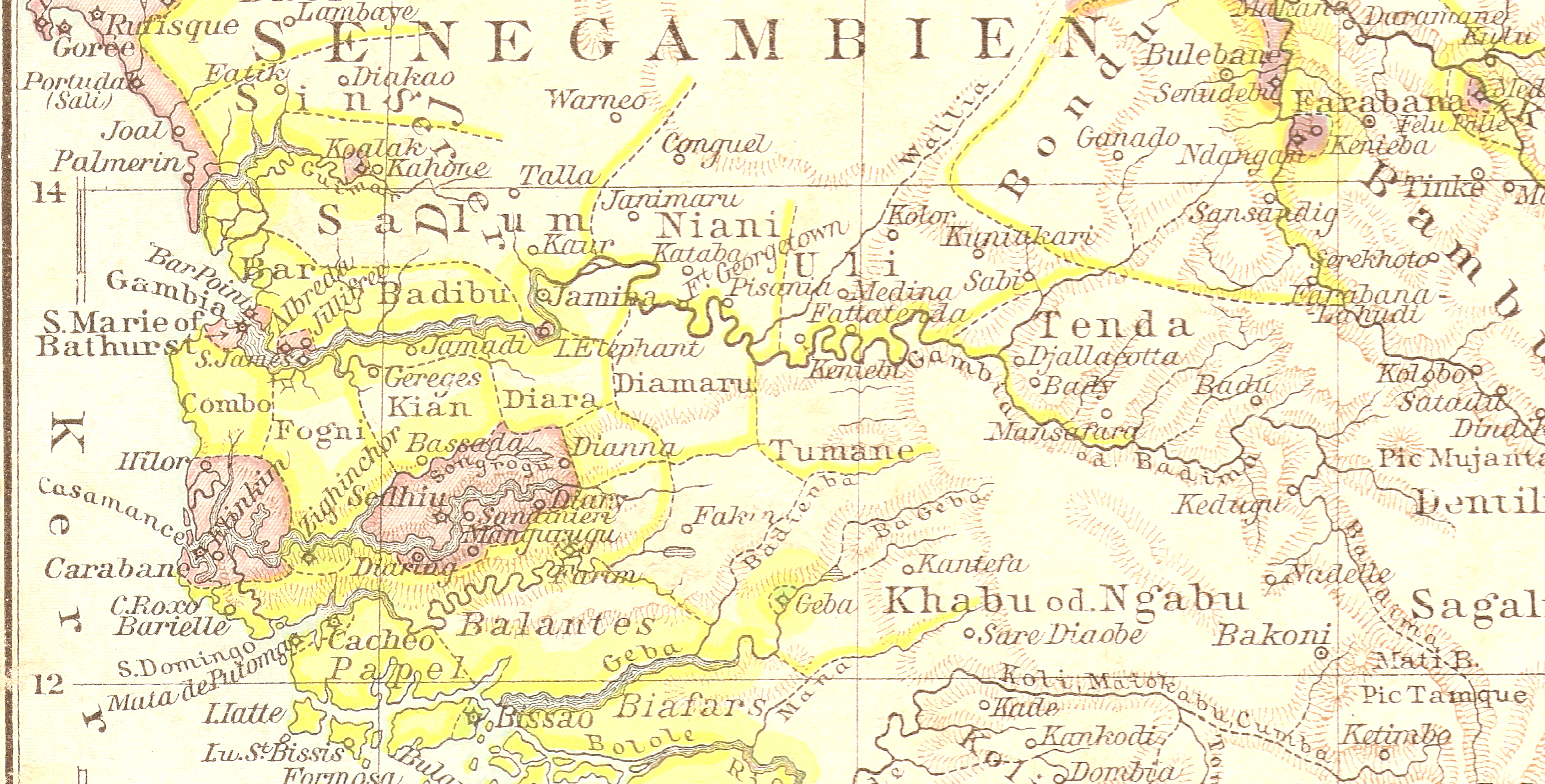
Alte Karte von der Region aus dem Andrees Allgemeiner Handatlas (1881)

Die Geschichte Gambias umfasst sowohl den heutigen westafrikanischen Staat Gambia, dessen Staatsgründung bzw. Unabhängigkeit vom Vereinigten Königreich 1965 erfolgte, als auch heute nicht zum Staatsgebiet Gambias zählende Gebiete. Gambia liegt in den wechselfeuchten Tropen und ist mit einer Fläche von 11.295 km² der kleinste Flächenstaat auf dem afrikanischen Kontinent. Seine Geschichte ist durch die geographische Lage stark mit der Geschichte des Senegal verbunden.

## Frühzeit

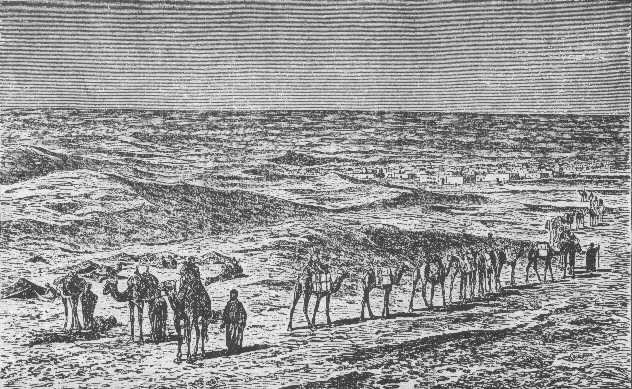
Karawane durch die Sahara

Aus der Region der Sahara, die ehemals fruchtbar war, wie es die Felszeichnungen im Tassili n'Ajjer zeigen, zogen die Völker allmählich nach Süden, als ungefähr 2500 Jahre v. Chr. die Wüstenbildung fortschritt. Die ältesten Skelettfunde in Westafrika stammen aus dem Neolithikum. Man nimmt an, dass die Pygmäen im 6. Jahrtausend v. Chr. in Westafrika lebten und später nach Zentralafrika wanderten oder durch nach Süden ziehende Völker verdrängt wurden. Auch Herodot berichtete von einem kleinwüchsigen Volk jenseits der Wüste. Die fruchtbaren Ufer der Flüsse Gambia und Senegal sind seit dem 2. Jahrtausend v. Chr. besiedelt, wie neueste Ausgrabungen belegen.
Im 8. Jahrhundert v. Chr. war der Sahel, damals eine üppig grüne Landschaft, noch reich an Großwild. Zu dieser Zeit besiedelten Nomadenstämme die Region und aus Jägern und Sammlern wurden allmählich sesshafte Bauern und Fischer. Funde paläolithischer Werkzeuge geben Aufschluss über die frühen Siedler.
Schriftliche Überlieferungen reichen bis in die vorchristliche Zeit, ein erstes schriftliches Zeugnis gab der Karthager Hanno der Seefahrer um 470 v. Chr. im Bericht seiner Reise bis in den Golf von Guinea. Der griechische Geschichtsschreiber Herodot (484–424 v. Chr.) stellte während seines Aufenthaltes in Ägypten Berichte von nordafrikanischen Reisenden zusammen, die durch den Transsaharahandel, der sich etwa ab dem 1. Jahrtausend v. Chr. entwickelte, mit den westafrikanischen Völkern Kontakt hatten. Die Verbindung zum Mittelmeerraum verringerte sich aber mit dem Fall des Römischen Reiches und später mit der Ausbreitung des Islams. Eine römische Expedition soll unter der Führung Polybios 146 v. Chr. die Gewässer des Senegal erreicht haben; eine glaubwürdige Aufzeichnung darüber liegt vor.

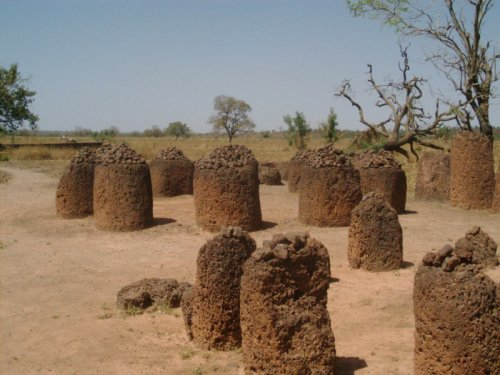
Die rätselhaften Steinkreise von Wassu

Datiert auf das 4. Jahrhundert n. Chr. hatte man die Funde nördlich und südlich der Gambia-Mündung, dort hatte man große Müllhalden von Muscheln gefunden. Die Meerestiere dienten der Bevölkerung als Nahrung – noch heute werden Muscheln im Oyster Creek (dessen Name sich von Auster ableitet) im Tanbi Wetland Complex gesammelt.
Vom 3. Jahrhundert v. Chr. bis zum 13. Jahrhundert n. Chr. wurden die mysteriösen Megalithen, die Senegambischen Steinkreise, aufgerichtet. Deren genaue Bedeutung liegt aber noch im Dunkeln – genauso wie die Herkunft ihrer Erbauer. Wissenschaftler vermuten, dass es sich um Grabanlagen handelt. Anhand von Grabbeigaben lässt sich das Alter dieser Formationen, die sich hundertfach in der Central River Region und im angrenzenden Senegal finden lassen, um das Jahr 750 datieren (mehrere Quellen geben auch fälschlich den Zeitraum 8. Jahrhundert v. Chr. an).

## Die alten Reiche
Da es in fast allen afrikanischen Reichen lange Zeit keine Tradition der Geschichtsschreibung im abendländischen Sinne gab, erfolgte die Überlieferung mündlich. Weitere Quellen ergeben sich durch Berichte der islamischen Handelspartner und Eroberer, die aufgrund der langen und umfangreichen Handelstradition der Reiche in großer Zahl vorliegen.

### Das Ghana-Reich

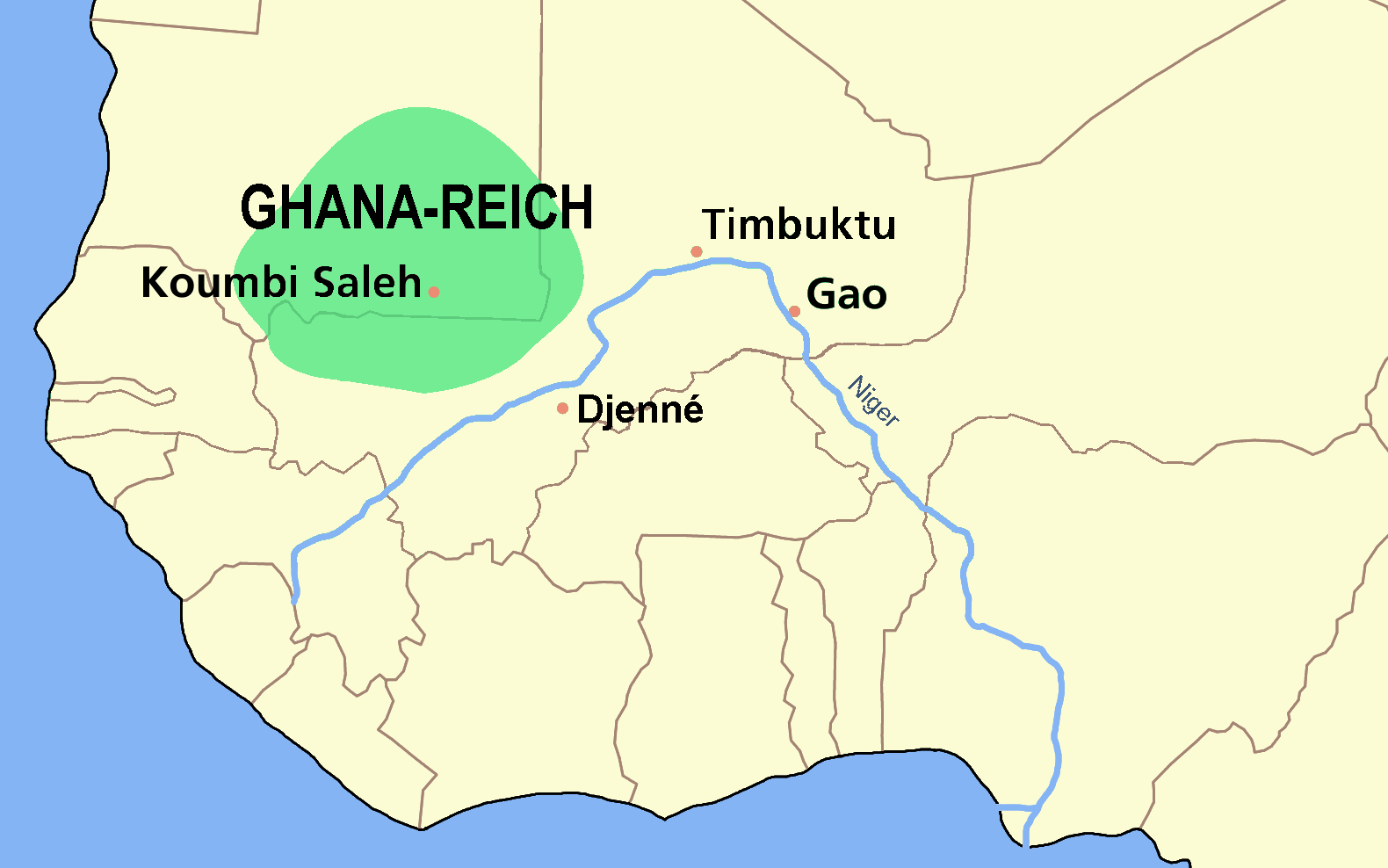
Das Ghana-Reich in seiner mutmaßlichen Ausdehnung

Das sagenumwobene Reich Ghana, das keine historischen Verbindungen mit dem modernen Staat Ghana hat, wurde vermutlich von hellhäutigen Berbervölkern um das 8. Jahrhundert, nach anderer Quelle schon um das 3. Jahrhundert gegründet. Es hatte unter der Führung des dunkelhäutigen Volkes der Serahuli (auch Soninke) seinen Höhepunkt im 9. und 10. Jahrhundert. Ihre westliche Einflussnahme bis in das Gambia-Tal reichte dabei vom 10. bis zum 11. Jahrhundert und wurde durch die Eroberung von Koumbi Saleh, der damaligen Hauptstadt von Ghana, durch die Almoraviden 1076 beendet.
Basis der Macht war der Transsaharahandel, der unter Ghana einen neuen Aufschwung erfahren hatte. So wurden Gold, Elfenbein, Baumwolle und Leder mit den nordafrikanischen Händlern gegen Kupfer, Salz, Seide und andere Waren getauscht. Neben dem Salzhandel sollen auch Sklaven nach Norden gehandelt worden sein. Grundlage des Goldhandels waren Goldvorkommen im Bambouk und Fouta Djallon, dem Bergland, in dem auch der Gambia, der Senegal und viele andere Flüsse entspringen. Der Ruf des sagenhaften Goldlandes Ghana reichte damals bis zum Kalifen von Bagdad, Hārūn ar-Raschīd.

### Das Mali-Reich

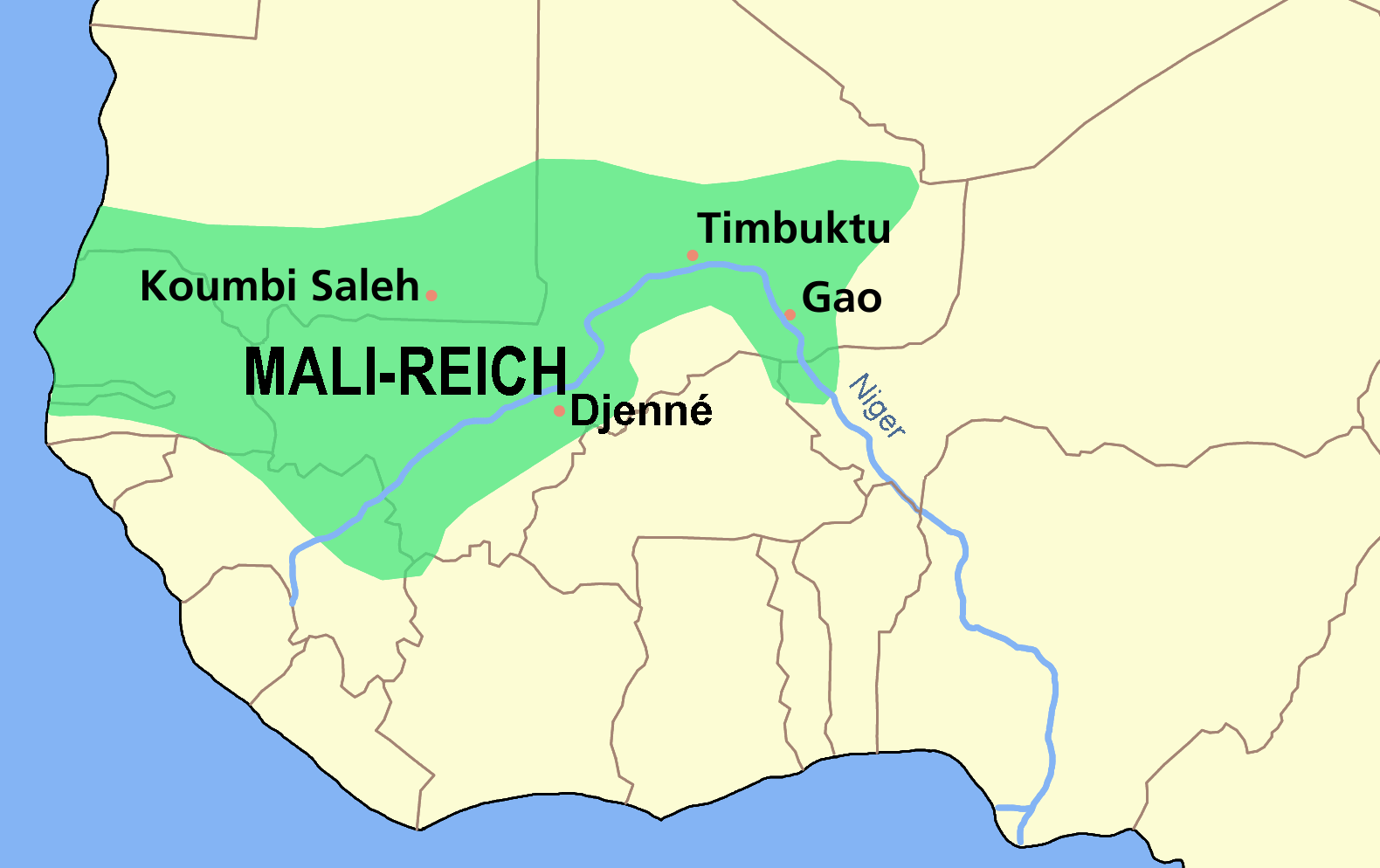
Das Mali-Reich in seiner mutmaßlichen Ausdehnung

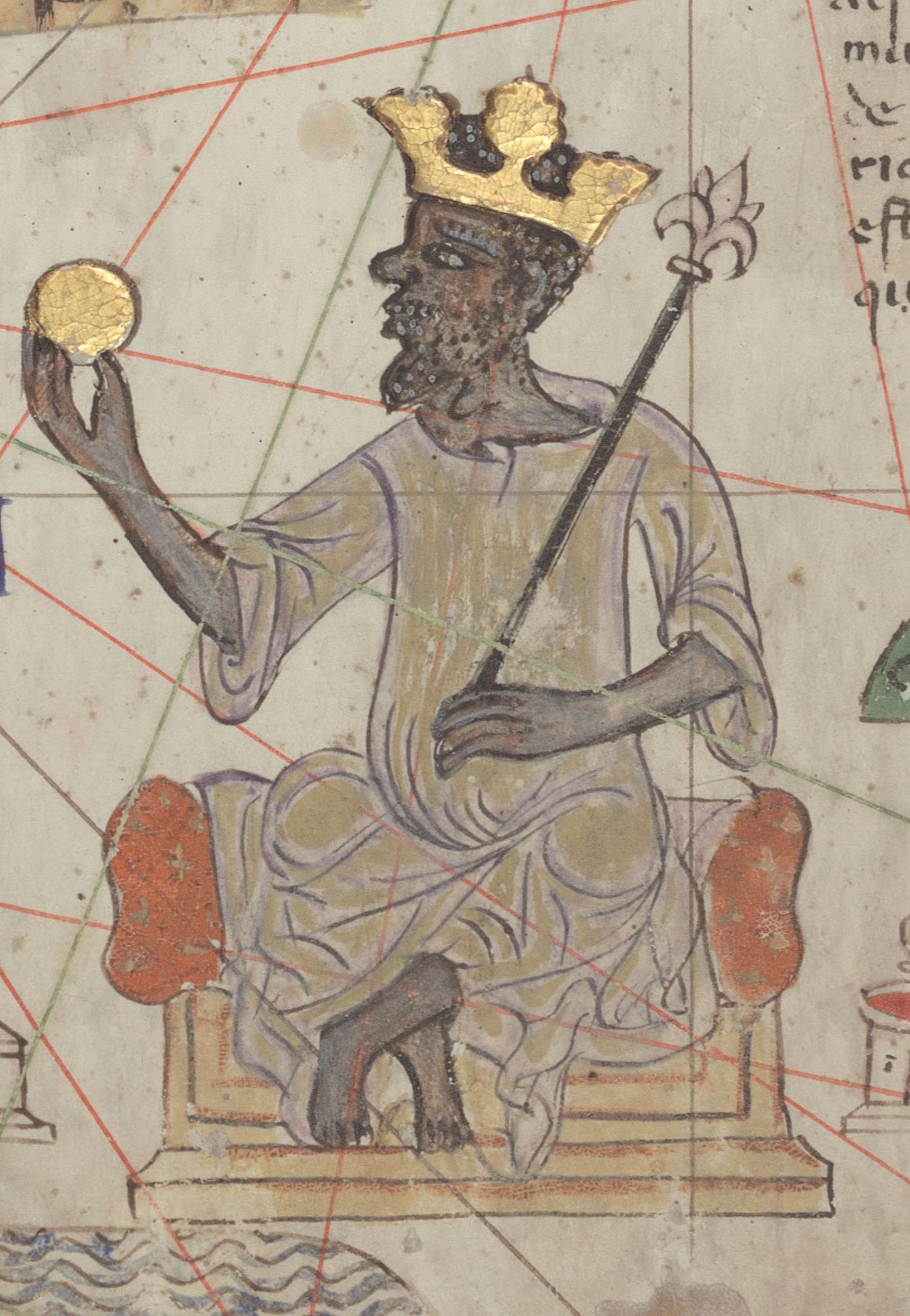
Detail des Katalanischen Weltatlasses (1375): Mansa Kankan Musa I. hält einen Gold-Nugget

Zu Beginn des 13. Jahrhunderts übernahm das Volk der Mandinka vom oberen Niger aus die Kontrolle des lukrativen Transsaharahandels. Sundiata Keïta, genannt der Löwe, gründete 1235 das Reich Mali. Auch dieses Reich hat mit dem modernen Mali nichts zu tun – wie bei Ghana wurde hier eine historische Bezeichnung zur Namensfindung herangezogen. Keita ließ es durch seine Feldherren in kürzester Zeit bis zum Gambia-Tal ausweiten. Zu seinem Höhepunkt war das Reich in seiner Ausdehnung größer als das Reich Ghana und umfasste fast ganz Westafrika. Nach der Eroberung der Gebiete erfolgte eine intensive Besiedlung der Mandinka und es entstanden zahlreiche Trabantenstaaten, die dem Mali-Kaiser unterstanden, und denen wiederum viele kleine Königreiche unterstanden.
So entstand im Westen unter anderem der Trabantenstaat Kaabu des traditionellen Mandinka-Clans der Nyancho, der im Gebiet der heutigen Casamance lag und dessen Grenze bis zu den heutigen Staaten Guinea-Bissau und Guinea reichte. Durch Wechselheirat der Nyancho-Familie mit den Völkern in den nördlicheren Regionen, wie den Wolof, den Serer und den Bainounka, wurde der Einfluss nach Norden gefestigt. Im 16. Jahrhundert unterstanden fast alle Kleinstaaten am Gambia der Macht von Nyancho. So entstanden am Fluss unter anderem die Kleinstaaten Niumi, Baddibu, Eropina, Kombo, Foni (andere Schreibweise Fogny oder Fogni) und Kiang. Drei große Mandinka-Familien spielten dabei eine große Rolle, die Jammeh, Manneh und Sonko. Der Jammeh-Clan hatte seine Wurzeln im Nyancho-Clan und Verbindung zu den Serer des Saloum-Gebietes. Sie besiedelten Baddibu und gründeten im frühen 15. Jahrhundert den Staat Niumi (zu deutsch Seeküste, von den Portugiesen Barra genannt). In Foni und Kiang herrschte der Manneh-Clan, der ebenfalls vom Nyancho-Clan Kaabus abstammte. Diese beiden Clans vereinten ihre Kraft zusammen mit dem in Eropina siedelnden Sonko-Clan in Nuimi. Durch die strategisch günstige Lage an der Mündung des Gambias an der Küste (Nuimi lag dort, wo sich heute die North Bank Region befindet) profitierten die Nuimika vom lukrativen Binnenland- und Flusshandel. Mit der Ankunft der Europäer richtete sich der Handel mehr und mehr auf den Atlantik aus. Nuimi konnte seine Macht durch den afroeuropäischen Handel weiter festigen, wohingegen die alten Reiche, die ihren Wohlstand durch den Transsaharahandel erreicht hatten, an Einfluss verloren. Mit dem Transsaharahandel kam zwar auch der Islam nach Westafrika, gleichzeitig aber verlor dieser Handel die Bedeutung früherer Tage. Bis ins 19. Jahrhundert hatte Nuimi eine starke Stellung und die Vorherrschaft über andere Kleinstaaten im Gambia-Tal. Erst später in den Religionskriegen wurde die Vormachtstellung der Mandinka-Staaten von den islamischen Fulbe abgelöst.
Neben der Herrschaft der Mandinka spielte der politische Einfluss der Wolof im Gambia-Tal eine Rolle. Im 16. Jahrhundert standen neben Saloum auch die meisten Staaten am Nordufer, außer Nuimi und Baddibu, unter der Lehnsherrschaft des Wolof-Herrschers. Diese waren Niani, das sich als Upper Niani und Lower Niani trennte und Wuli. Zentrum dieses Staates war das zwischen dem Gambia- und dem Senegal-Fluss gelegene Reich Jolof, das im 13. Jahrhundert gegründet worden war und bis zum späten 19. Jahrhundert bestand. Dieser Binnenstaat wurde zunächst zentralistisch regiert, bis er sich in Teilstaaten auflöste.
Weitere Kleinstaaten am Südufer waren: Jarra, Niamina, Eropina, Jimara, Tomani (andere Schreibweise Tomana) und Kantora. Viele dieser Staaten sind noch in den Namen der 37 Distrikte von Gambia überliefert (zwei Karten, die die ungefähren Territorien der Kleinstaaten aufzeigen, sind auf der Website von Mariama Kanteh zu sehen, siehe Quellen).
Erwähnenswert ist noch die Theorie des malischen Dramatikers und Hörspielautors Gaoussou Diawara, der zufolge der König von Mali, Abubakari II. (reg. 1310–1312), von Gambia aus mit etwa 2000 hochseetüchtigen Schiffen (davon die Hälfte allein mit Trinkwasser und Proviant) den Atlantischen Ozean überquerte und an der Küste Brasiliens oder alternativ im Golf von Mexiko landete. Bei einer vorangegangenen ersten Expedition auf seinen Befehl, an der er nicht persönlich teilnahm, soll Abubakari II. 200 Schiffe über den Atlantik gesandt haben, von denen alle bis auf eins durch einen heftigen Sturm auf See gesunken waren. Diawaras Theorie stützt sich auf mehrere Indizien, so wurden beispielsweise auf den karibischen Jungferninseln zwei Skelette von etwa 30-jährigen Männern gefunden, die negroide Merkmale aufgewiesen haben sollen. Den Bodenproben zufolge mussten die Männer um etwa 1250, also lange vor der angeblichen Entdeckungsreise Abubakaris, dort begraben worden sein. Die Knochenreste sind aber nie untersucht worden und zwischenzeitlich verschwunden, so dass sie für Spekulationen aller Art leicht nutzbar gemacht werden können.

### Das Songhai-Reich

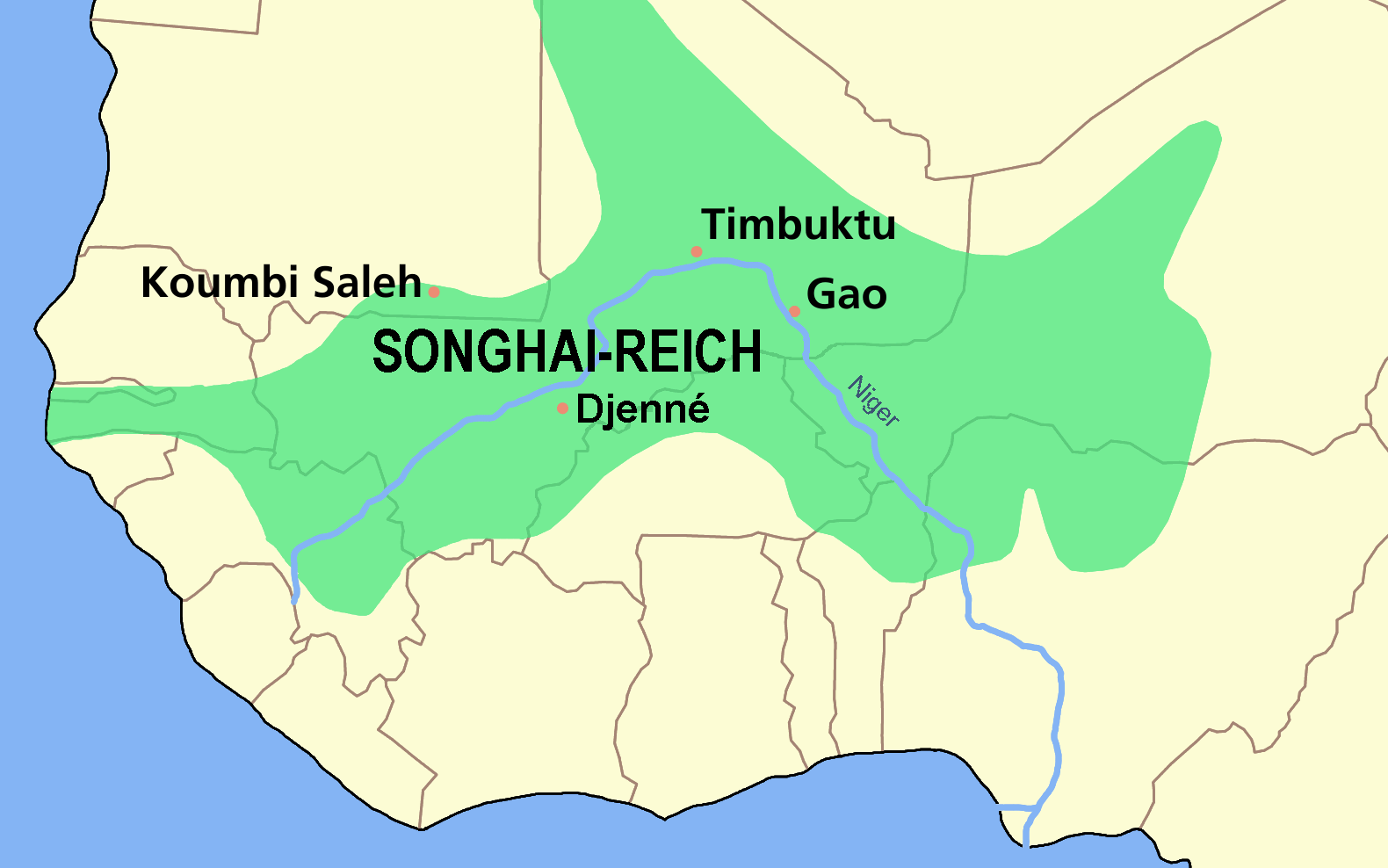
Das Songhai-Reich in seiner mutmaßlichen Ausdehnung

Vom frühen 15. bis zum späten 16. Jahrhundert war das Songhaireich das dritte große westafrikanische Reich der Geschichte. Die zentrale Macht des Reiches, die auf der Lage am Niger beruhte, ging von der Stadt Gao aus. Das Songhaireich dehnte sich von dort entlang des Flusses bis zum heutigen Nigeria im Nordosten, nach Mali im Norden und nach Westen teilweise sogar bis zum Atlantischen Ozean nach Gambia aus. Der Name des Reiches stammt von seiner dominierenden ethnischen Gruppe, den Songhai. Das Songhaireich, das ab 1582 durch zahlreiche Bürgerkriege geschwächt war, wurde 1591 von den marokkanischen Herrschern besiegt. Wegen der Größe des ehemaligen Reiches zogen sich die Marokkaner aber wieder aus dem Gebiet zurück und hinterließen das Songhaireich in einzelne kleine Königreiche zersplittert. Das Songhaireich hatte im Gambia-Tal aber kaum Einfluss auf die Geschichte.

## Vorkoloniale Zeit

### Die Entdeckung durch die Portugiesen

Nuno Tristão, hier auf einer alten 50-Escudos-Banknote, gilt als der europäische Entdecker Gambias

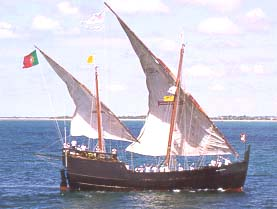
Nachbau einer portugiesischen Karavelle mit Lateinersegel, wie sie um das Jahr 1500 üblich war

Anfang des 15. Jahrhunderts führte der Weg der ersten Europäer zur Westspitze Afrikas. Getrieben durch die Berichte arabischer Geographen und Kartographen über die unermesslichen Reichtümer sowie den legendären Priesterkönig Johannes, entsandte der Portugiese Heinrich „der Seefahrer“ ab 1418 zahlreiche Entdeckungsfahrten und ließ 1434 das Kap Bojador von Gil Eanes umschiffen. Nuno Tristão und Antão Gonçalves erreichten 1441 Kap Blanc, und Dinis Dias erreichte schließlich 1444 Cabo Verde, die westlichste Spitze Kontinentalafrikas, wo sich heute Senegals Hauptstadt Dakar befindet. Bis zu der heutigen Küste Sierra Leones stieß 1446 António Fernandes vor.
Als Erster erreichte Nuno Tristão im Sommer 1446 die Mündung des Gambias. Die ansässigen afrikanischen Völker aber fürchteten sich vor den fremden hellhäutigen Menschen und glaubten, Menschenfresser erreichten nun die Küste, so griffen sie zunächst die Portugiesen an und töteten viele Seefahrer; auf der Rückfahrt starb auch Tristão an einer Verletzung.
Doch Gerüchte über immense Goldvorkommen am Gambia ließen Heinrich dem Seefahrer keine Ruhe. Er entsandte den Venezianer Alvise Cadamosto, der vom Genuesen Antoniotto Usodimare begleitet wurde, 1455 erneut zum Gambia. Sie scheiterten aber erneut am Widerstand der Einheimischen. Im Folgejahr wurde Cadamosto mit einer zweiten Expedition beauftragt, um die Erkundung der Gambia-Mündung fortzusetzen. Auf dem Weg dorthin entdeckte er 1456 die Kapverdischen Inseln und nach kurzem Landaufenthalt dort setzte er seine Reise zum Gambia fort. Diesmal gelang es ihm, 100 Kilometer flussaufwärts zu fahren und mit den ansässigen Bewohnern Kontakte zu knüpfen. Er konnte sich mit zahlreichen Königen treffen, so schloss er beispielsweise einen Freundschaftsvertrag mit Batti Mansa, dem König von Baddibu, und traf auch Nuimis König Nomi Mansa auf dem Rückweg. Mansa war vom Christentum beeindruckt und ließ den portugiesischen König schriftlich um die Entsendung eines Priesters bitten. Cadamosto trieb auch Handel und erwarb Goldstaub und Sklaven. Schwere Fiebererkrankungen seiner Mannschaft, an der etwa ein Drittel seiner Seeleute starb, zwangen Cadamosto, noch 1456 die Reise abzubrechen und nach Portugal zurückzukehren. Wahrscheinlich waren sie an einer Tropenkrankheit wie beispielsweise Malaria erkrankt.
Diego Gómez, der 1458 den Gambia erforschte, segelte mit drei Schiffen den Fluss rund 450 Kilometer hinauf, bis nach Kantora im Osten der heutigen Upper River Region. Dort erfuhr er Einzelheiten über das Goldvorkommen im Fouta Djallon-Plateau und die Goldminen des Mali-Kaisers. Gómez tauschte Gastgeschenke aus und kehrte unter anderem mit Sklaven nach Europa zurück. Die Sklaven dieser Zeit wurden eher als Attraktionen in Europa vorgeführt oder als exotische Hausdiener angestellt, die ausgedehnte Verwendung als billige Arbeitskräfte erfolgte erst später.
In der Folgezeit ließen sich portugiesische Priester – die ersten begleiteten Gómez – auf Wunsch von Mansa in Nuimi nieder und brachten erstmals das Christentum nach Gambia. Mansa hatte das Interesse am Christentum aber inzwischen wieder verloren. In der Nähe vom Ort Albreda bauten sie dazu eine Kapelle und nannten den Ort San Domingo. Da der Islam auch schon in Gambia Fuß gefasst hatte, konnten sich die Missionare in dieser Region nie erfolgreich durchsetzen. Weitere Stützpunkte folgten am Südufer mit Bintang, an einem Nebenfluss des Gambias dem Bintang Bolong, Tankular, Niani Maru und Kassan. Und auch Fattatenda und Kuntaur am Oberlauf des Gambia, wurden von den Portugiesen als Handelsstationen gegründet.
Weitere Expeditionen folgten und das freundschaftliche Verhältnis wurde ausgebaut. Beispielsweise wurden die Hilferufe des Herrschers von Mali, Mamadu, erhört, als dieser 1481 von den Songhai angegriffen wurde. Um die guten Handelskontakte zu pflegen, schickten ihm die Portugiesen zwei Gesandte, die aber nicht viel ausrichten konnten. Ein weiteres Beispiel für die freundschaftliche Beziehung ist der Besuch eines Repräsentanten des Wolof-Reiches 1488 in Portugal. Die Portugiesen sicherten die Handelsbeziehungen zu den Völkern am Ufer des Flusses und eine kleine Anzahl von ihnen ließ sich als Siedler im Land nieder. Nicht zuletzt durch Mischehen nahmen sie Einfluss auf die Bevölkerung. Als damals führende Seemacht trugen sie zu entscheidenden Verbesserungen im lokalen Bootsbauhandwerk und der Fischerei bei. Sie zeigten den Mandinka einen stattlicheren Hausbaustil und importierten zahlreiche Nutzpflanzen wie beispielsweise Orange, Banane, Papaya, Kassava (Maniok), Guave, Mais und auch die heute in der Landwirtschaft dominierende Erdnuss. Der Reis fand bereits vor dem 15. Jahrhundert über den Transsaharahandel den Weg nach Westafrika. In der Mandinka-Sprache hinterließ die portugiesische Sprache auch zahlreiche Wörter.
Durch die päpstliche Bulle Aeterni regis, die am 21. Juni 1481 erlassen wurde, ließen sich die Portugiesen den Landerwerb an der afrikanischen Küste gegen die spanische Interessen sichern. Zwölf Jahre später wurde sie um die Inter caetera erweitert.

### Die Engländer beginnen den Handel

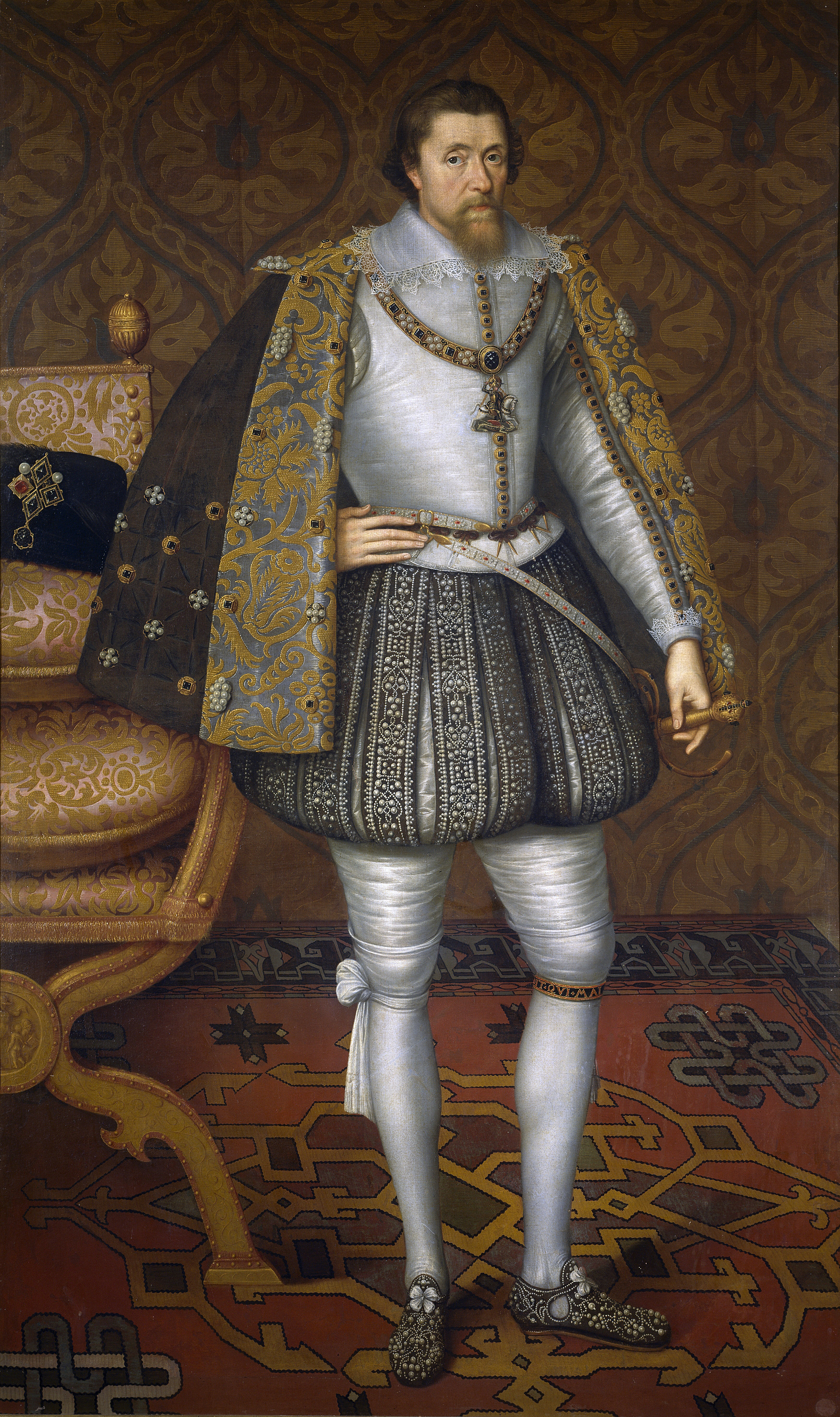
König James I. von England

1588 verloren die Portugiesen die Handelsrechte im Gambia-Tal sowie an der Goldküste (heute Ghana). Portugal wurde damals vom spanischen Thron in Personalunion geführt, und als die spanische Armada vernichtend im Kampf gegen England geschlagen wurde, erlangte Königin Elisabeth I. vom fliehenden António von Crato, der zuvor vergeblich versuchte, den Thron von Portugal wieder zu besteigen, die Handelsrechte. Elisabeth I. verkaufte die Handelsprivilegien später an englische Händler (Company of Devon and London Merchants), die erstmals 1587 am Gambia gewesen waren, weiter. Aber schon 1562 war Sir John Hawkins am Gambia gewesen und hatte den Portugiesen 300 Sklaven geraubt. Diese verkaufte er in Santo Domingo (heute Dominikanische Republik) und begründete damit den atlantischen Sklavenhandel.
1618 verlieh König James I. der englischen Handelsgesellschaft Company of Adventurers of London die exklusiven Rechte, mit Gambia und der Goldküste Handel zu treiben. Um englische Interessen gegen niederländische und französische Einflussnahme an der Küste von Guinea, wie die gesamte Region damals genannt wurde, zu schützen, wurde die Guinea Company gegründet. Im Jahr darauf kamen auch die ersten Sklaven in der jungen Kolonie Virginia in Amerika an. Zahlreiche Expeditionen wurden unternommen, um endlich die sagenhaften Goldländer im Inneren Afrikas zu entdecken. Auch hielt man seinerzeit den Gambia noch für den Niger. Eine erste britische Expedition der Company of Adventurers scheiterte und auch der zweiten Timbuktu-Expedition unter George Thompson war 1618 kein Glück beschieden. Sein Schiff wurde von Portugiesen angegriffen und versenkt, viele seiner Mannschaftsmitglieder wurden getötet. Er selbst wurde kurze Zeit später von einem Afrikaner getötet. Zwei Jahre später als Thompson erreichte Richard Jobson, der die Jahre 1620 und 1621 am Gambia verbracht und zahlreiche Reiseberichte über Land und Leute verfasst hat, die Barrakunda Falls.
Die Engländer exportierten ungefähr ab 1652 neben Fellen, Elfenbein, Wachs und geringen Mengen an Gold immer mehr und mehr Sklaven; der atlantische Sklavenhandel entwickelte sich zu einem lukrativen Wirtschaftszweig. Der Bedarf an billigen Arbeitskräften wuchs an, weil der Zuckerrohranbau auf den Plantagen in der Karibik, auf den Westindischen Inseln, erfolgreich eingeführt wurde. Der atlantische Dreieckshandel wurde durch die Wind- und Meeresströmungen begünstigt. Der Kanarenstrom und der Passat-Wind brachten die Segelschiffe bis an die Gambia-Mündung, der Nordäquatorialstrom driftete die Sklavenschiffe gegen die Westindischen Inseln. So wurden beispielsweise zwischen Januar und Juni 1698 3600 Sklaven von englischen Händlern vom Gambia verschleppt. Der Menschenhandel, an dem sich afrikanische und arabische Kaufleute beteiligten, stieg in den folgenden Jahrzehnten weiter an.

### Die deutsch-baltische Zeit

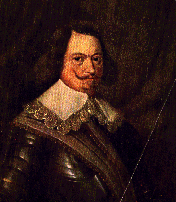
Herzog Jakob Kettler

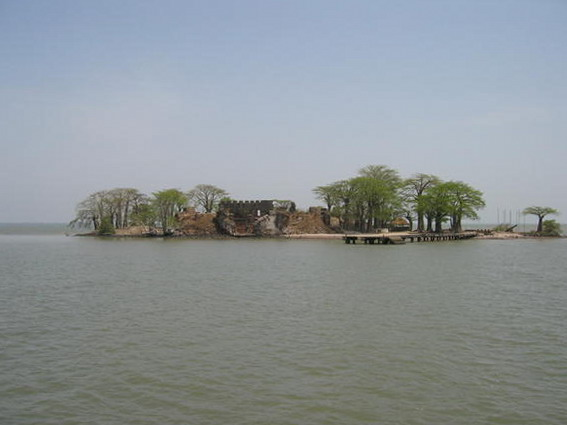
James Island im Jahr 2004

Herzog Jakob Kettler aus Kurland wollte im 17. Jahrhundert die Wirtschaftskraft des deutsch-baltischen Landes stärken. Er versuchte mehrmals, die kurländische Kolonisierung in der südlichen Karibik auf Tobago voranzutreiben, wofür er einen weiteren Handelsposten benötigte, um Arbeitskräfte zu beschaffen. Dazu schickte er Major Heinrich Fock mit zwei Schiffen zu einer Expedition an den Gambia. Er erwarb vom König von Nuimi am 26. Oktober 1651 an strategisch günstiger Position im Gambia eine kleine Insel, die von den Portugiesen während Cadamostos zweiter Expedition Isla de Andrea genannt wurde (später im englischen Sprachgebrauch St. Andrew Island); dort hatten sie einen portugiesischen Seefahrer namens Andrea bestattet. Er nannte sie von nun an Jakobs Insel (später James Island, heute Kunta Kinteh Island) und ließ dort eine kurländische Handelsstation (Fort Jakob) errichten. Zu der Insel erwarb er gleichzeitig ein kleines Stück Land am Nordufer des Flusses, in der Nähe des Ortes Juffure – dort wurde Fort Jillifree errichtet. Vom König von Kombo, dem Reich am südlichen Ufer der Gambia-Mündung, dort, wo sich heute die West Coast Region befindet, pachtete er die Insel Banjol (heute St. Mary’s Island). Eine kleinere Handelsstation (Fort Bayona) wurde auf Banjol errichtet.
Die deutsch-baltischen Siedler lebten unter Gouverneur Otto Stiel in Freundschaft mit den Einheimischen. Sie waren von Herzog Jakob angehalten, deren Sprache zu lernen und deren Sitten und Religion zu respektieren. Der Herzog behandelte die Könige der gambischen Staaten als gleichgestellte Herrscher und beschenkte sie reich. Die afrikanischen Herrscher, die selbst eine Gesandtschaft ins kurländische Mitau (heute Jelgava) schickten, dankten es ihm durch tatkräftige militärische Unterstützung der kurländischen Forts gegen niederländische Eindringlinge. Dennoch wurden die kurländischen Besitztümer von der Niederländischen Westindien-Kompanie (WIC) zwischen dem 4. Februar 1659 und dem 10. Juni 1660 und ein zweites Mal zwischen dem 3. Juli 1660 und dem 2. August 1660 besetzt.
Die Anwesenheit deutsch-baltischer Siedler und Händler ab 1651 war nur von kurzer Dauer, da der Herzog während des Schwedisch-Polnischen Krieges (1655–1660) in schwedische Gefangenschaft geriet und damit der kurländische Kolonialismus endete. In der Folgezeit wechselte James Island mehrmals den Besitzer, mehrere europäische Nationen, private Kaufleute und Piraten hatten Interesse an dieser Insel. Da die Wasser- und Holzversorgung der Insel vom Festland abhängig war, griffen die Könige von Nuimi immer wieder mit wechselnder Parteinahme in die Auseinandersetzungen ein.

### Die britisch-französische Rivalität

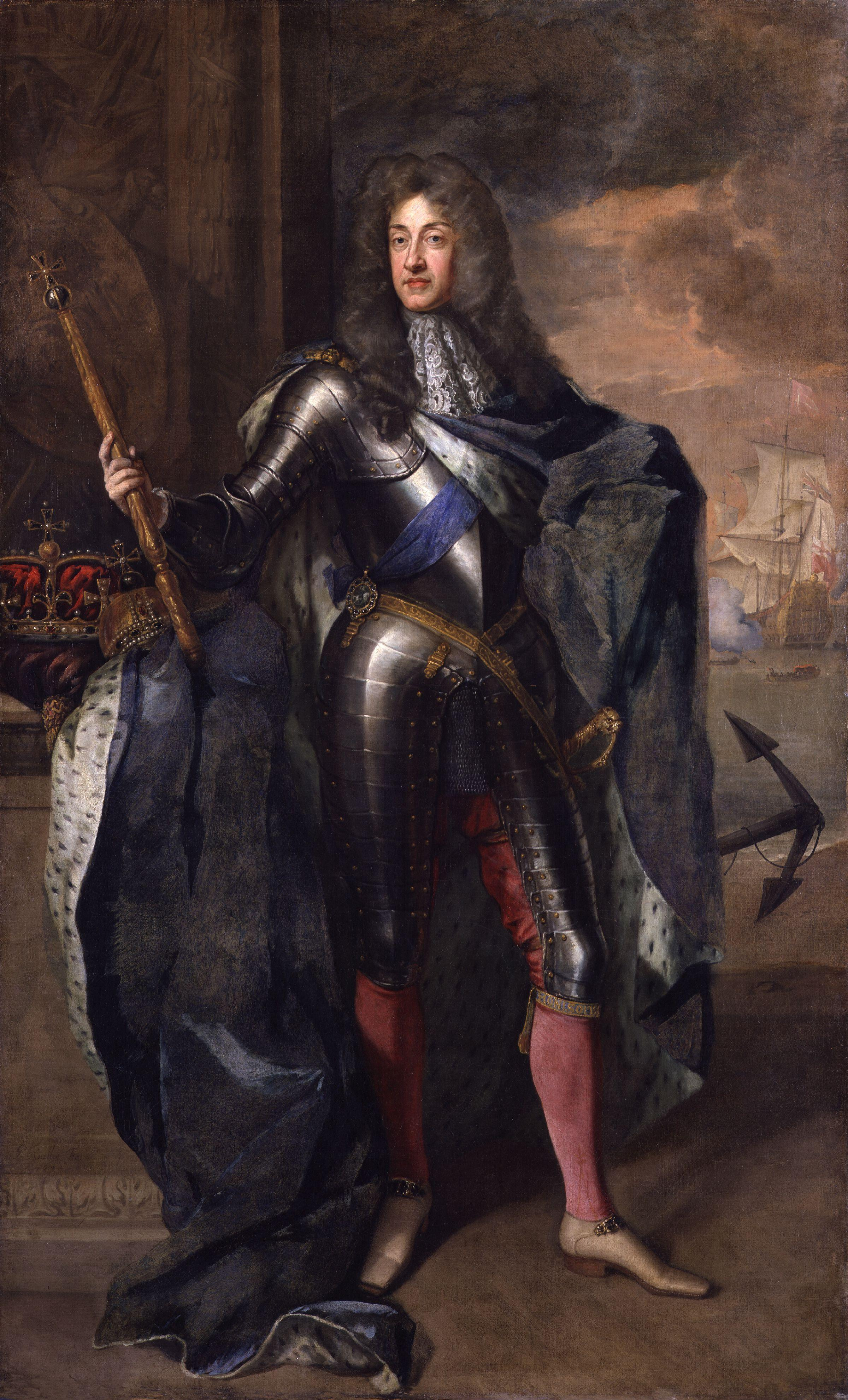
König James II. von England (1684)

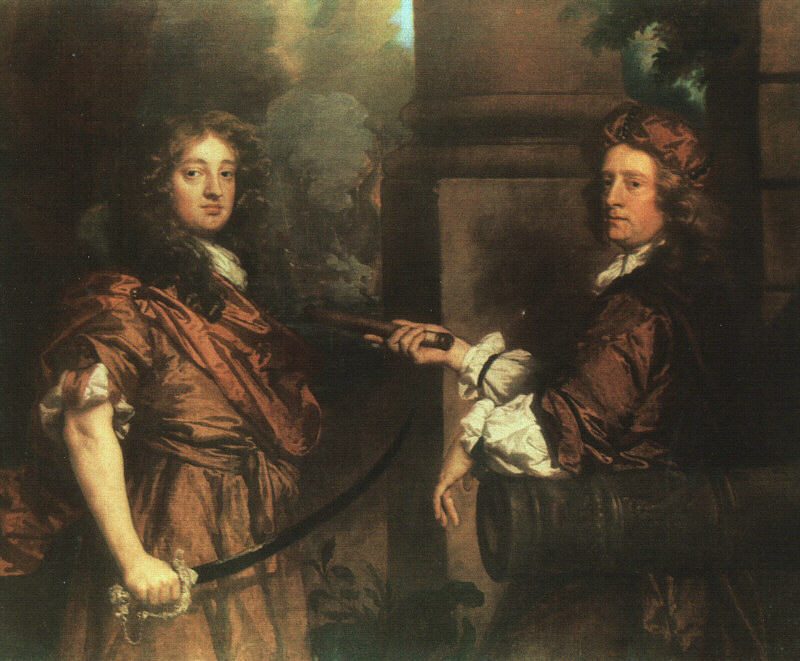
Sir Frescheville Holles (links) und Sir Robert Holmes (rechts) (1670)

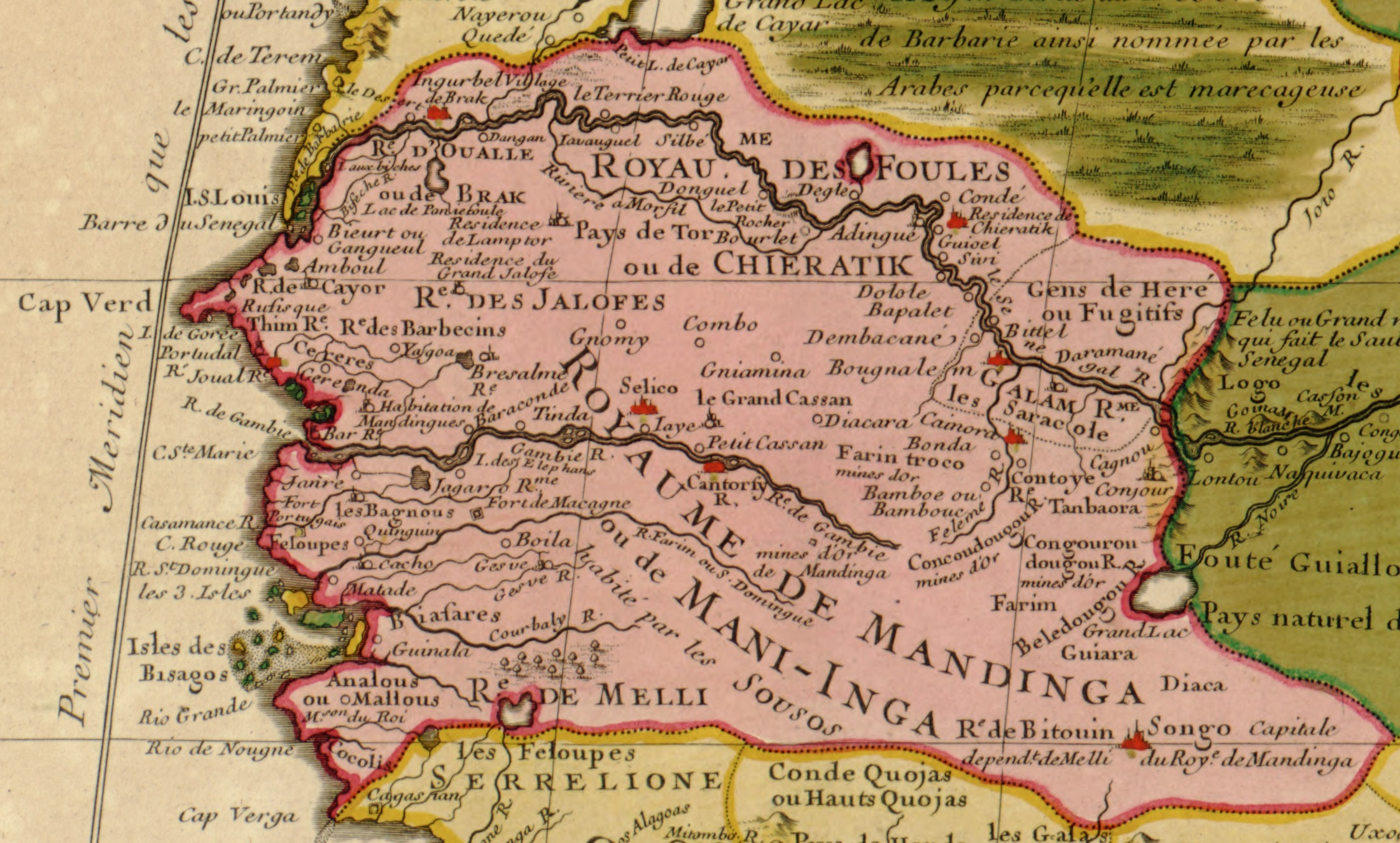
Karte der Region, Ausschnitt aus der Carte de la Barbarie de la Nigritie et de La Guinee von Guillaume Delisle (1707)

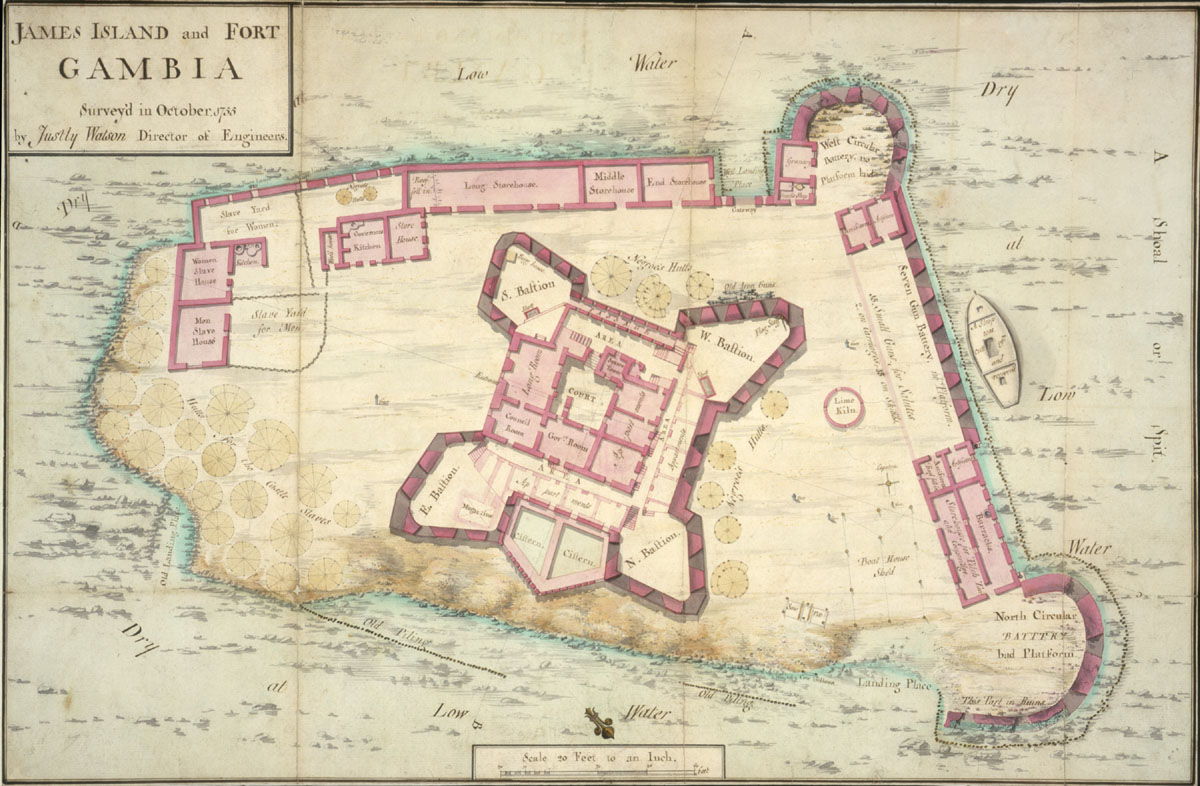
Fort James auf James Island (1755)

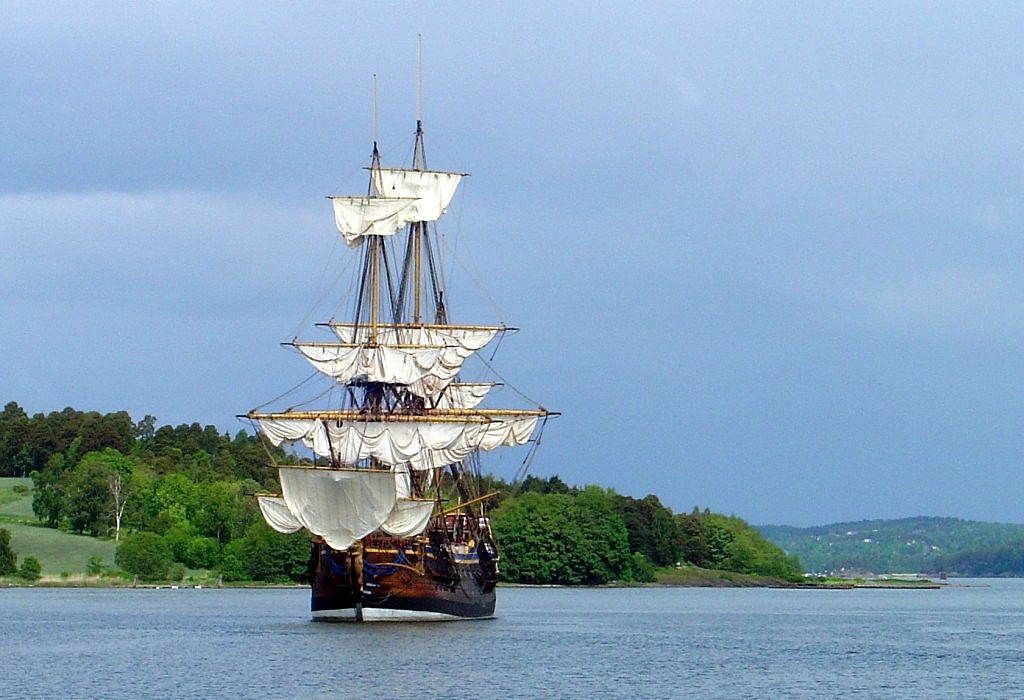
So ähnlich wie dieser Nachbau eines schwedischen Ostindienfahrer (1745) segelten damals die Frachter

1660 wurde in England eine neue Handelskompanie, die Company of Royal Adventurers trading to Africa gegründet. Sie sollte den Handel zwischen Westafrika und England wieder neu beleben. Dazu vergab König Charles II. ein Patent an die Gesellschaft, das der englischen Krone alle territorialen und kommerziellen Rechte einräumte, ungeachtet der örtlichen Herrscher oder Rechte anderer Nationen. Um die Interessen Englands zu wahren und die Company of Royal Adventurers zu schützen, segelte der englische Major und spätere Admiral Robert Holmes mit seinem Flaggschiff, der Henrietta, und vier weiteren Schiffen vor der Küste Westafrikas. In der Mündung des Gambias ließ er auf Dog Island ein Fort errichten. Die kleine Insel, die an strategisch günstiger Stelle gelegen ist, nannte er zu Ehren des Königs Charles Island. Jakobs Insel, die eigentlich im kurländischer Besitz war und zu dieser Zeit unter niederländischer Besetzung stand, wurde am 19. März 1661 von Major Holmes besetzt und zu Ehren des Leiters der Company of Royal Adventurers, dem Herzog von York und späteren König von England James II. James Island genannt. Holmes’ Besatzung errichtete dort ein neues Fort (Fort James) und stationierten eine Garnison auf der Insel. Die Niederlassungen in Gambia standen ab dem 1. August 1669 unter der Verwaltung der Gambia Adventurers.
Zu Ende des Zweiten Englisch-Niederländischen Seekrieges (1665–1667) brach die Company of Royal Adventurers zusammen, wurde aber als Royal African Company (RAC) 1672 erneut gegründet. Am 17. November 1664 wurden die kurländischen Handelsstationen offiziell an England übergeben. Robert Holmes nahm in einer zweiten Expedition ab 1664 entlang der westafrikanischen Küste zahlreiche Handelskontore der Niederländischen Westindien-Kompanie ein und übergab sie auch der RAC. Während der Fahrten testete Holmes auf See die von Christiaan Huygens entwickelte Pendeluhr, mithilfe derer er besser auf See navigieren konnte, weil er die geographische Länge durch die genauere Zeit besser bestimmen konnte. Die Faktoreien, wie die Handelskontore auch genannt werden, waren zu dieser Zeit Bintang, James Island, Juffure, Janjanbureh Island, Banjul Point auf St. Mary’s Island und ganz im Osten Barrakunda bei den Barrakunda-Fällen.
Die Franzosen, die ihre erste Siedlung im heutigen Senegal 1626 gegründet hatten, konnten sich in der Zwischenzeit am Unterlauf des Senegal durchsetzen. Die 1673 gegründete französische Handelsgesellschaft Sénégal Compagnie konnte mit den einheimischen Herrschern in Nuimi Verträge abschließen, die es ihr erlaubten, 1681 bei Albreda in der Nähe von Juffure und James Island eine Handelsstation zu eröffnen. Drei Jahre später übernahm die RAC die Gambia Adventurers. Ganz Senegal wurde vom Januar bis zum Juli 1693 von den Engländern besetzt. Auch James Island und damit die gesamte politische und wirtschaftliche Herrschaft im Fluss blieb für hundert Jahre, seit dem Bau des ersten Forts von 1651, der Zankapfel der Nationen. So wurde sie am 27. Juli 1695 während des Pfälzischen Erbfolgekrieges (auch King William’s War, 1689–1697) von den Franzosen nach einer Schlacht mit englischen Seeleuten eingenommen, aber nicht besetzt, im September 1697 mit dem Frieden von Rijswijk wieder an England zurückgegeben. Die RAC machte sich dann im April 1699 auf, das Fort schnellstens wieder aufzubauen, verlor aber zuvor 1698 das Handelsmonopol am Gambia und musste von nun an mit anderen Gesellschaften konkurrieren.
Während des Spanischen Erbfolgekrieges (1701–1714) gelang es den Franzosen 1702 erneut – und in der Folgezeit mehrmals – James Island einzunehmen und zu plündern. Die Verwalter der RAC konnten jeweils die Insel zurückkaufen. Die Handelsgesellschaften beider Nationen erwogen, Gambia in eine neutrale Zone umzuwandeln, was aber von den Regierungen nicht erlaubt wurde. Die Garnison von James Fort meuterte 1708 wegen der schlechten Zustände, die sich durch die Zerrissenheit des Handels ergaben und durch den Mangel an Nachschub aus London. Das Fort wurde am 20. Mai 1709 aufgegeben und blieb bis zum 13. November 1713 verlassen.
Mit dem Frieden von Utrecht (1713) wurde der frühere Status wieder hergestellt und die RAC baute Fort James 1717 wieder auf, wurde aber 1719 von Piraten überfallen und nach vergeblichem Widerstand aller Waren und Sklaven beraubt. In der Zeit zwischen 1720 und 1729 überfielen sich die Briten und Franzosen mehrmals. Durch einen Unfall explodierte 1725 das Pulvermagazin des Forts und zerstörte dieses zum Teil. 1746, im Österreichischen Erbfolgekrieg (1740–1748), wurde Fort Albreda zerstört und erst nach dem Aachener Frieden 1748 aufgebaut. Wirtschaftlich ging es mit der RAC ab 1750 bergab, bis sie 1752 aufgelöst wurde. Die Verwaltung der britischen Handelskontore wurde am 13. Juni 1750 von der Company of Merchant Adventurers übernommen. Das Königreich Großbritannien eroberte während des Siebenjährigen Krieges (1756–1763) am 30. April 1758 die Handelsniederlassungen im französischen Senegal.

## Die britische Kolonie

### Kronkolonie Senegambia

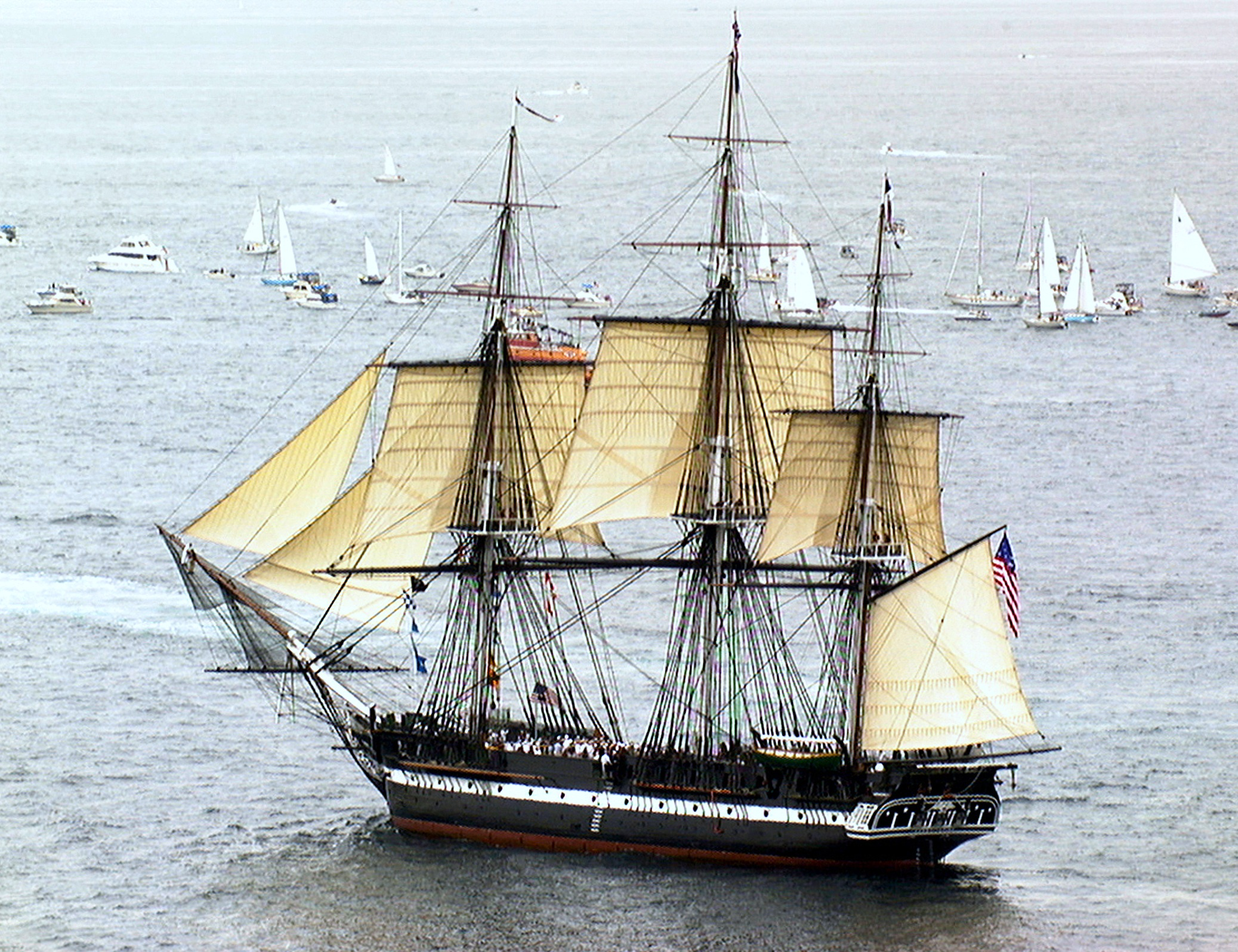
Schiff, das ähnlich einem britischen Schiff von 1797 ist

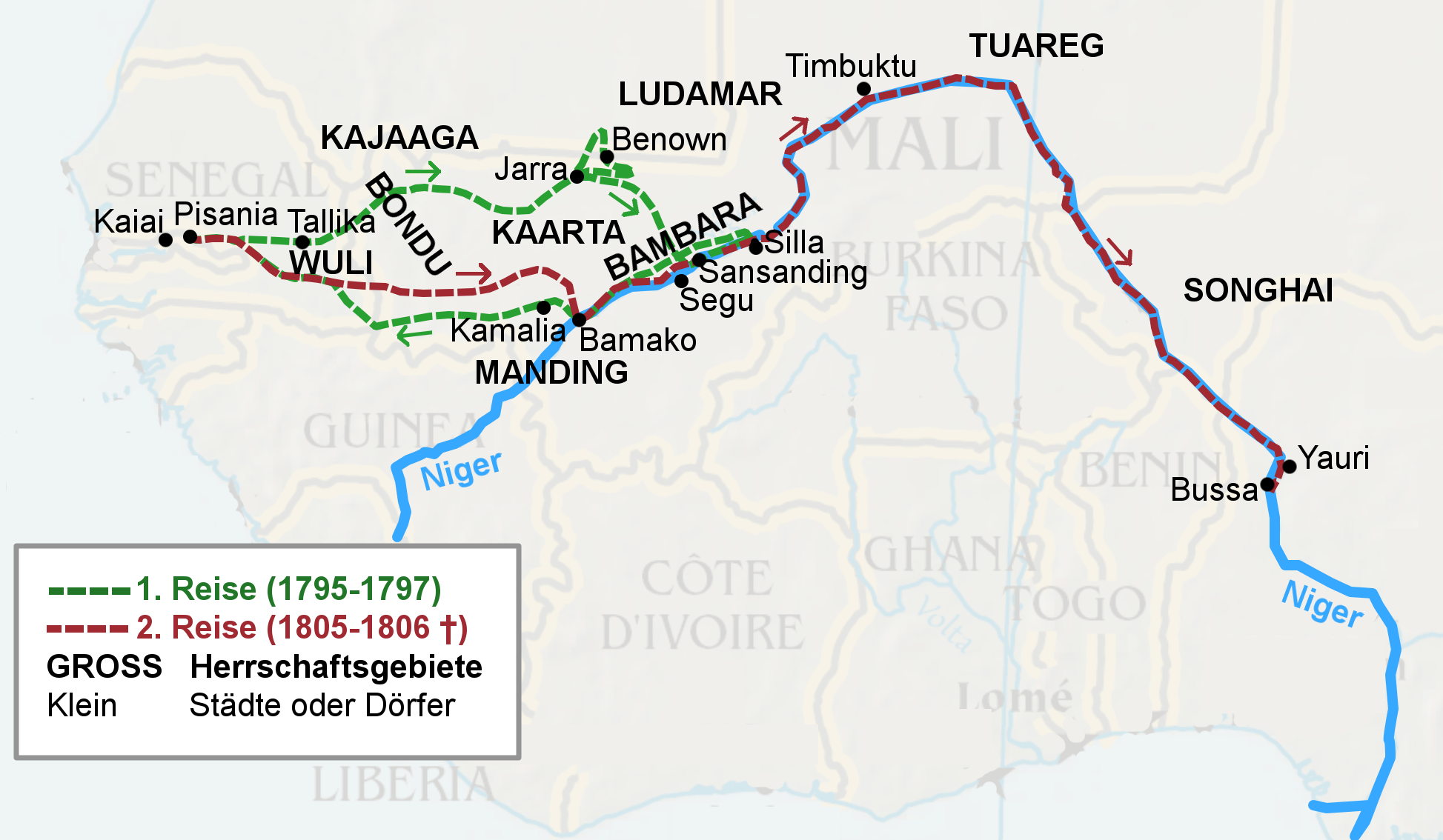
Kartenskizze von Mungo Parks Reisen in Westafrika

Mit dem Pariser Frieden von 1763 wurde Gorée wieder an Frankreich abgetreten. Die französischen Angriffe wurden aber fortgesetzt, so dass das britische Parlament am 25. Mai 1765 die britischen Besitztümer am Senegal- und Gambia-Fluss der Krone unterstellte und sie als Kronkolonie Senegambia, der ersten britischen Kolonie in Afrika, zusammenfasste. Verwaltungssitz des ersten Gouverneurs Charles O’Hara war St. Louis an der Mündung des Senegal, das als französische Siedlung 1659 gegründet worden war. Während des Amerikanischen Unabhängigkeitskrieges (1775–1783) blieben die britischen Kolonien in Westafrika verteidigungslos, so dass es den Franzosen Ende Januar 1779 gelang, die Handelsniederlassungen im Senegal zurückzuerobern. Es gelang ihnen am 11. Februar 1779 erneut, Fort James einzunehmen und bis auf die Grundmauern zu zerstören. Seitdem spielte James Island keine bedeutende Rolle in der gambischen Geschichte mehr, in der das Fort sieben Mal zerstört und wieder aufgebaut wurde. Ab 1815 wurde es auch von den Briten verlassen. Ein Angriff der Franzosen 1780 vom Wasser her auf die Faktorei eines britischen Händlers in Bintang wurde vereitelt. Die ansässige Bevölkerung, die hauptsächlich der Ethnie der Diola entstammte, hinderte mit einer 400 Mann starken Gruppe die Franzosen daran, zu landen und die Faktorei zu zerstören.
Mit dem Pariser Frieden vom 3. September 1783, der den Amerikanischen Unabhängigkeitskrieg beendete, wurde die Herrschaft über Gambia neu aufgeteilt. Die Franzosen bekamen den größten Teil Senegambias und die Briten das Gambia-Tal. Lediglich eine kleine Enklave um Albreda wurde den Franzosen zugesprochen; diese wurde 1857 endgültig aufgegeben und an Großbritannien abgetreten. Da die Kronkolonie aufgelöst worden war, gab es in London Überlegungen, Gambia in eine Strafkolonie umzuwandeln, dann wurden die Handelsrechte doch wieder auf eine britische Gesellschaft übertragen.
Da Afrika immer noch als terra incognita galt, erwachte erneut der Wissensdurst nach dem afrikanischen Hinterland. Die Briten hatten den Wunsch, weitere Handelsmöglichkeiten am oberen Niger zu erschließen. Um den Landweg zu erforschen, schickte die African Association Major Daniel Houghton nach Gambia. Houghton startete 1790 und gilt seitdem als verschollen. Seine letzte Nachricht aus Westafrika enthielt wichtige gesammelte Informationen. So wusste man durch ihn, dass der Niger keine Verbindung mit dem Gambia hat. Mit diesen Erkenntnissen reiste Mungo Park, der auch von der African Association finanziert wurde, nach einem kurzen Zwischenaufenthalt in Jillifree zum Ort Pisania (heute Karantaba Tenda) am oberen Gambia, 330 Kilometer von der Mündung entfernt. Er verbrachte dort fünf Monate und erlernte die Sprache der Mandinka. Am 2. Dezember 1795 verließ er Pisania, begab sich auf den Weg in Richtung Osten und kehrte nach eineinhalb Jahren zurück. Zwischenzeitlich gelangte er an die Information, dass Houghton vermutlich ausgeraubt und dann verdurstet oder verhungert sei. Von seiner zweiten Expedition, die Park 1805 mit militärischem Geleit im Auftrag der britischen Regierung durchführte, kehrte er nicht zurück.

### Gründung von Bathurst

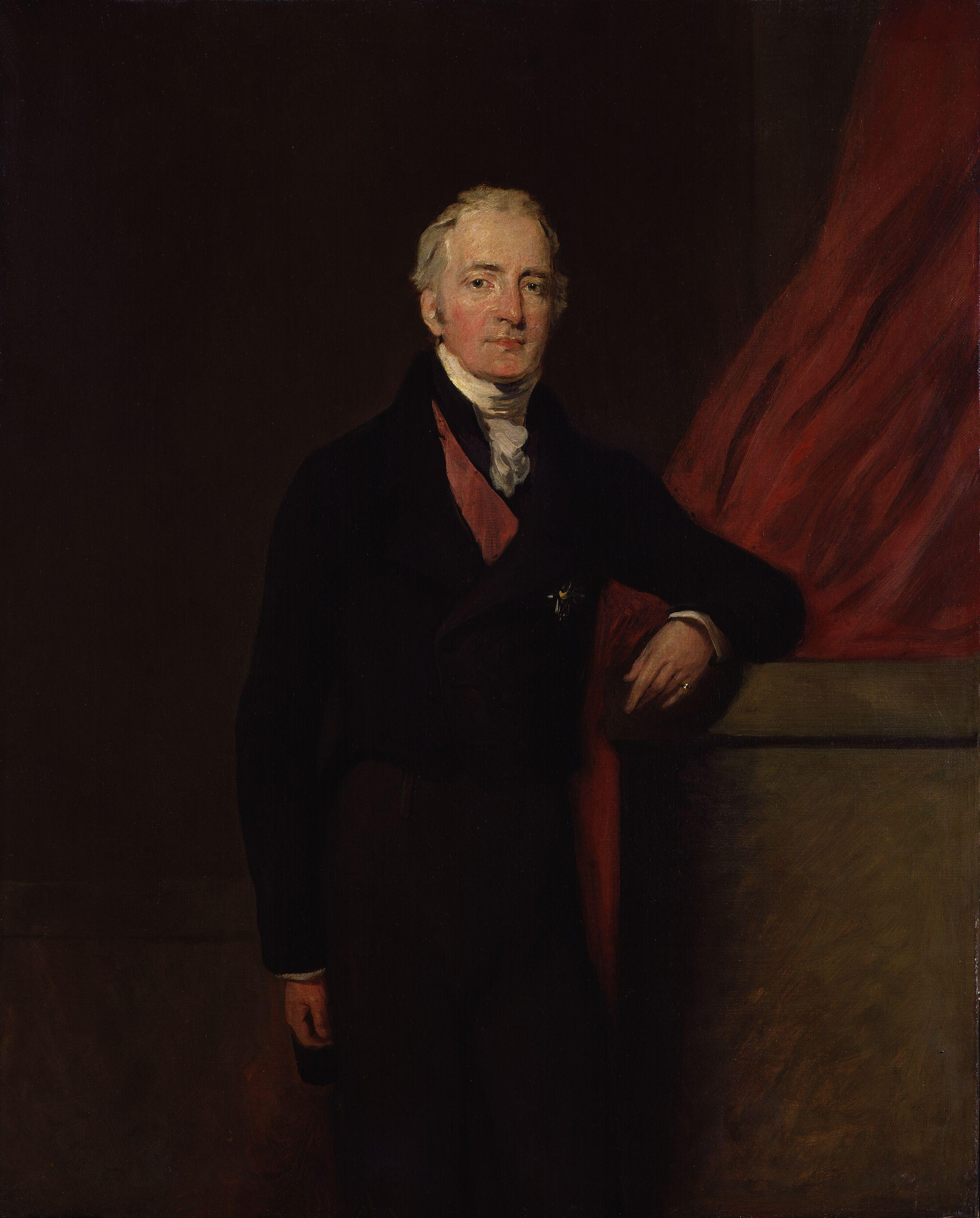
Henry Bathurst, 3. Earl Bathurst

Es bleibt unbekannt, wie viele Sklaven genau von afrikanischen und arabischen Händlern vor und während des transatlantischen Sklavenhandels geraubt wurden. Diese wurden jeweils an Europäer verkauft. Manche Sklaven wurden entführt, andere wurden als Kriegsgefangene in Stammeskriegen verkauft, während weitere wegen Schulden zu Sklaven wurden. In den Anfängen der Sklaverei dienten die Menschen in Europa als Diener, bis der Arbeitsmarkt im 18. Jahrhundert in der Karibik und Nordamerika mehr Sklaven nachfragte. In der Zeit des transatlantischen Sklavenhandels wurden, konservativ geschätzt, zwölf Millionen Afrikaner, davon alleine aus der Region Senegambia mehr als drei Millionen mit Sklavenschiffen, wie beispielsweise der Lord Ligonier, nach Amerika verschleppt. Extreme Schätzungen geben aber bis 100 Millionen Afrikaner an, die im Zusammenhang mit dem Sklavenhandel umgekommen seien. Nachdem Großbritannien die amerikanischen Kolonien verloren hatte und keine Sklaven mehr benötigte, hörte es mit dem Sklavenhandel auf. Die Bewegung des Abolitionismus begann. Das Parlament vom Vereinigten Königreich Großbritannien und Irland hatte dazu Gesetze erlassen, die 1807 den Handel auf britischen Schiffen und 1811 den Sklavenhandel gänzlich verboten. Auf den britischen Inseln selbst war die Sklaverei schon ab 1772 verboten. Frankreich verbot in den Kolonien den Handel mit Sklaven erst 1848.
Vom 13. Juli 1809 bis zum 25. Januar 1817 war auch der Senegal wieder im britischen Besitz gewesen. Auf dem Gambia tauchten aber weiterhin Sklavenschiffe auf, darunter zahlreiche amerikanische Händler, die weiterhin auf billige Arbeitskräfte angewiesen waren. Auch die Franzosen führten ihre Sklaven weiterhin nach Albreda und Gorée, wobei die Methoden der Sklavenhändler zunehmend brutaler wurden. Nun wollten die Briten, die seit 1807 von James Island aus fremde Sklavenschiffe enterten, an vorderster Front unter ihnen der Politiker Sir Charles MacCarthy, den Sklavenhandel am Gambia noch wirksamer unterbinden. Dazu planten sie, militärische Stützpunkte am Gambia zu errichten, für diesen Zweck pachtete Kapitän Alexander Grant von der Royal African Corps am 23. August 1816 die Insel Banjol (andere Schreibweise „Banjulo“) von Tomany Bojang, dem König der Kombo, und nannte die Insel nun St. Mary’s Island. Um die neu stationierte Garnison entstand die Siedlung Bathurst, womit der Grundstein für die moderne Kolonie Gambia und die zukünftige Hauptstadt Banjul gelegt wurde. Auf sein Drängen kamen auch christliche Missionare nach Bathurst, das nach dem damaligen Kolonialminister Henry Bathurst benannt war.

### Britische Kolonie unter Sierra Leone I

Flagge Britisch-Westafrikas

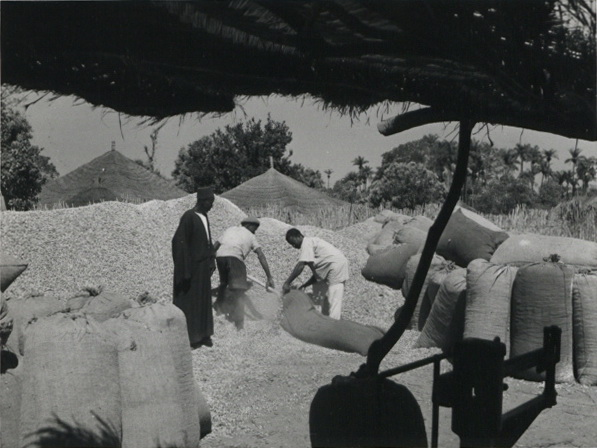
Die Erdnuss, angebaut in Monokultur, entwickelte sich ab 1830 zum wichtigsten Exportgut Gambias (Bild von 1949)

Am 17. Oktober 1821, wurden alle britischen Siedlungen im Gambia-Tal der zentralen Kolonialregierung von Britisch-Westafrika in Freetown, Sierra Leone unterstellt. Einen weiteren Militärposten erwarb Grant 1823 mit Janjanbureh Island vom König von Lower Niani und nannte sie von nun an MacCarthy Island. Hier ließ er das Fort George errichten, um das die Siedlung Georgetown (heute Janjanbureh) entstand. Mit dem König von Kombo wurde 1827 der Vertrag erneuert, so dass Bathurst ganz in die Kolonie eingebunden werden konnte. Einen weiteren Posten bei Fattatenda erwarb Grant 1829 vom König von Wuli am oberen Gambia.
1826 wurde mit den Nuimika ein Vertrag abgeschlossen, der den Briten den freien Handel innerhalb einer Meile entlang der Wasserwege erlaubte. Auf der gegenüberliegenden Seite der Gambia-Mündung, in Sichtweite von Bathurst, wurde in der Nähe von Essau, der Hauptstadt von Nuimi, das nach Charles Bullen benannte Fort Bullen 1827 errichtet. Die britische Siedlung Barra entstand dort um das Fort. Mit der Gründung von Bathurst verloren die Nuimika zugunsten des Königs von Kombo an Einfluss. Durch den Wegfall des Sklavenhandels, von dem der König von Nuimi profitierte, und durch die eigenmächtige Herabsetzung der Zölle für Handelsschiffe durch die Briten, wurden die Nuimika ärgerlich. Im August 1831 eskalierte in Barra die aufgeladene Stimmung zum Barra-Krieg. Aufgrund einer kleinen Auseinandersetzung gab es Alarm im Fort Bullen, der auch in Bathurst gehört wurde, und man eilte zur Hilfe. Am Anfang des vier Monate andauernden Aufstandes der Nuimika erlitten die Briten schwere Niederlagen und mussten Fort Bullen aufgeben. Man rief die Kolonialverwaltung in Sierra Leone, und sogar die Franzosen in Gorée, zur Hilfe. Als die Verstärkung eintraf, wurde Fort Bullen wieder eingenommen und die Nuimika mussten kapitulieren.
Im britischen Kolonialreich wurde 1833 die Sklaverei endgültig abgeschafft. In den Jahren zwischen 1832 und 1838 wurde eine große Anzahl befreiter Sklaven nach Gambia gebracht und nun in Bathurst und unter Gouverneur George Rendall in Georgetown angesiedelt. Deren Nachkommen bilden heute die Volksgruppe der Aku. Obwohl Großbritannien offiziell mit dem Sklavenhandel aufgehört hatte, tat dies dem Handel in Gambia vorerst keinen Abbruch. Neun Zehntel des gambischen Exports machte das Bienenwachs aus, später nahm der Handel mit Fellen und Tropenhölzern zu, beispielsweise dem Mahagoni. Der Erdnussexport begann ab 1830, und knapp zwanzig Jahre später machten die Erdnüsse zwei Drittel des gambischen Exports aus. In großem Umfang wurde das Erdnussöl zur Seifenherstellung in Europa abgenommen.

### Britische Kolonie Gambia I

Das 1824 erbaute Haus des Gouverneurs (heute State House) auf einer 25-Dalasi-Banknote

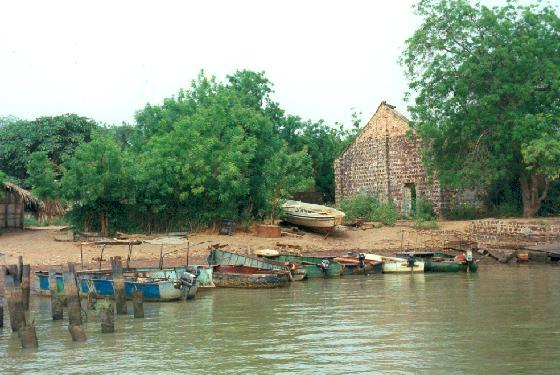
Altes Haus in Janjanbureh (Georgetown)

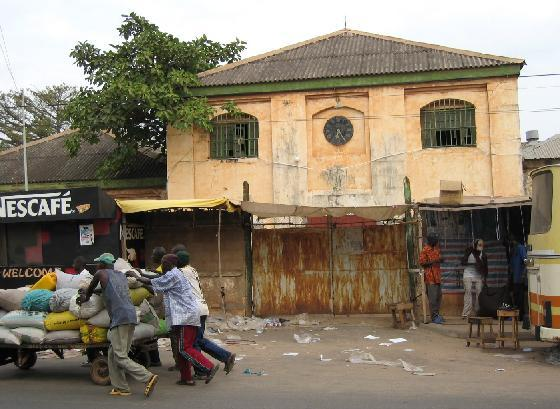
Altes koloniales Haus in Banjul (2005)

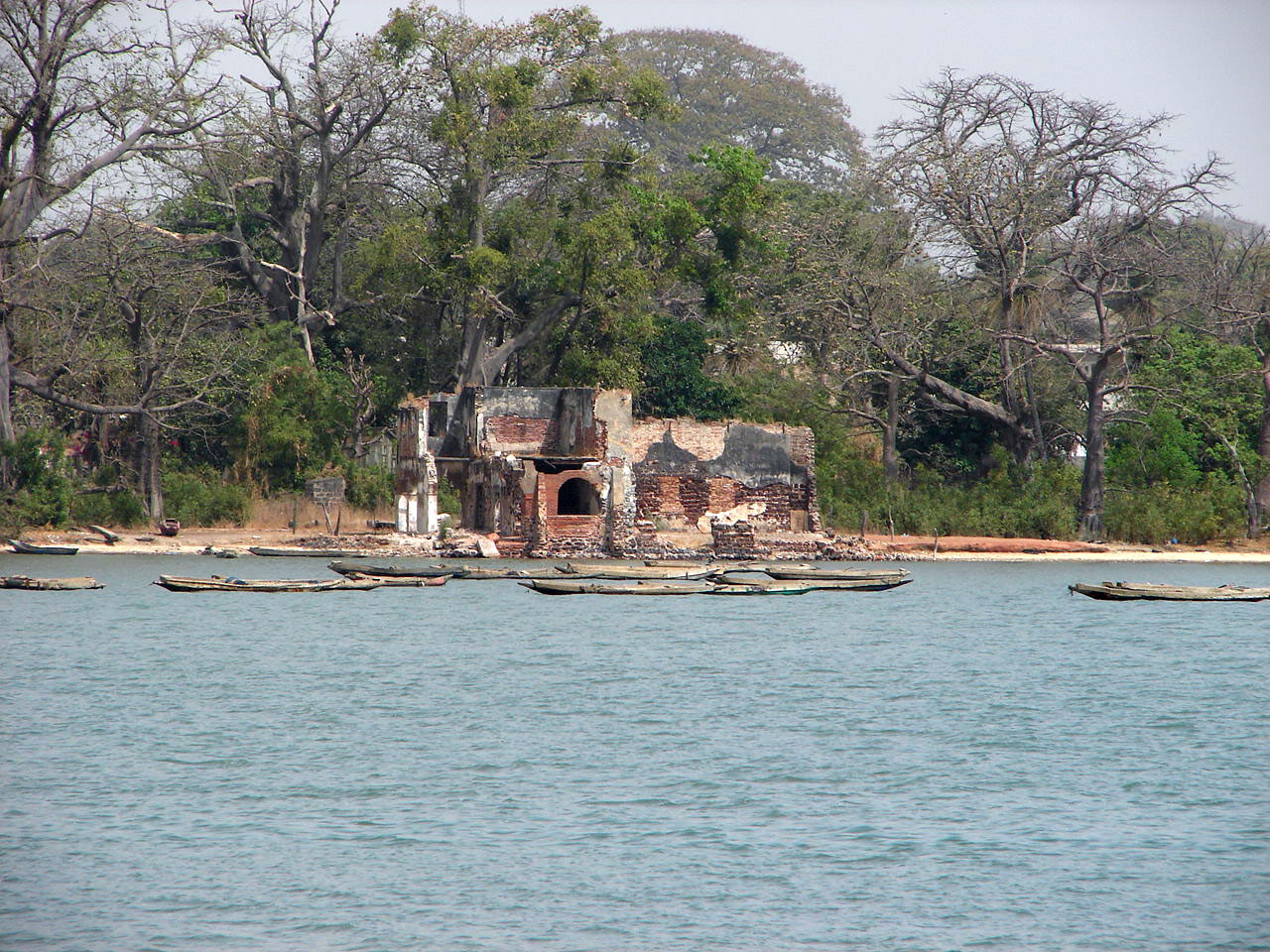
Das Compagnie Française d’Afrique Occidentale Building nahe Albreda (2006)

Ab dem 11. April 1843, wurde die Kolonie Gambia nicht mehr von Sierra Leone, sondern von Bathurst aus geleitet.
Die panislamische Bewegung erreichte von der Mittelmeerküste nun auch Senegal und Gambia und führte auch hier gegen nichtislamische Gemeinschaften zum religiösen Fanatismus. So brachen zwischen 1850 und 1887 brutale Religionskriege aus, die so genannten Soninke-Marabut-Kriege. Hier fanden bürgerkriegsähnliche Auseinandersetzungen, zwischen den naturreligiösen Soninke, einer Untergruppe des Volkes der Mandinka, und den Muslimen unter der Führung der Marabuts, die ebenfalls zu den Mandinka zählen statt. Marabuts waren islamische Berater, Prediger oder Sekretäre, die seit dem 15. Jahrhundert an fast allen Königshöfen Westafrikas lebten. Anfang des 19. Jahrhunderts befand sich das Gebiet des Gambia-Oberlaufes in Kämpfen rivalisierender Könige. Das nutzten die Imamaten der Fulbe-Staaten und fielen in die Staaten ein. Ma Bah, 1809 als Sohn eines Marabut in Baddibu geboren, wurde zu ihrem Anführer. Er nutzte die Konflikte der Briten mit dem König von Baddibu und proklamierte 1861 den Dschihad, den Heiligen Krieg, gegen alle Soninke. Auch in Niumi fiel er ein, fanatische Muslime brannten einen Ort nach dem anderen nieder. Die Revolte griff rasch auch auf Barra über und löste eine Flüchtlingswelle aus. Viele der flüchtenden Niumika suchten bei den Briten Schutz, die sie bei Serekunda siedeln ließen. Nur wenige Staaten waren von Bah verschont geblieben. Beispielsweise im Osten, in Wuli, wo die Soninke und Muslime weiterhin in Frieden lebten. Bei einem Überfall im Sine Saloum-Gebiet fand Bah, nach sechsjähriger Gewaltherrschaft, 1867 den Tod.
Doch andere Marabuts sahen seine Erfolge in Baddibu und Niumi und erhoben sich gegen die Soninke. Beistand erhielten sie von französischer Seite. Vom Imamat Fouta Djallon, im heutigen Guinea, drang Musa Molloh nach Tomani, Jimara und Eropina ein und gründete den Fulbe-Staat Fulladu. Die Zeit Bahs hatte einen nachhaltigen politischen Effekt auf Gambia. Die Soninke-Vorherrschaft, eine alte Mandinka-Tradition, war gebrochen. Bahs Nachfolger in den 1870er Jahren waren Foday Sillah, ein junger Herr aus Gunjur und der gebildete Häuptlingssohn Foday Kabba Dumbaya aus Kiang. Kabba Dumbaya gründete eine Konföderation die Einfluss auf Foni, Kiang, Jarra und Niami ausübte. Sie fielen am Südufer des Gambias über die dort siedelnden Diola her und töteten viele, die einen animistischen Glauben hatten und den Islam konsequent ablehnten. Viele Diola flüchteten aus Foni nach Kombo und siedelten dort unter dem Schutz der Briten in Bathurst. Die Revolte griff aber auf Kombo über und war nun unmittelbar vor Bathurst angekommen. Alle Friedens- und Vermittlungsbemühungen scheiterten zunächst. Erst als der Bojang, der König von Kombo, kapitulierte und zum Islam konvertierte, wurde es friedlicher. Sillah wurde schließlich 1894 in der Casamance gefasst und starb in Gorée, wohin er deportiert wurde. Als bei einem Vermittlungsversuch zwei britische Bevollmächtigte 1900 in Sankandi ermordet wurden, schlugen die Briten hier zurück. Sankandi wurde dem Erdboden gleichgemacht, Kabba Dumbaya verfolgt und getötet. Die Soninke-Marabut-Kriege waren beendet und die Briten hatten durch Verträge mit den Soninke, die Schutz bei ihnen suchten, zahlreiche Gebiete erworben.

### Britische Kolonie unter Sierra Leone II
Ab dem 19. Februar 1866 wurde Gambia wieder dem Generalgouverneur von Britisch-Westafrika in Sierra Leone unterstellt. Fort Bullen wurde 1870 aufgegeben und ab 1875 nahm Frankreich erneut Verhandlungen auf, um Gambia gegen andere französische Territorien in Westafrika einzutauschen. Paris hat schon zuvor diesen Vorschlag (1866–1870) auf den Verhandlungstisch gelegt. In London wurde der erneute Vorschlag mit breiter Zustimmung aufgenommen, nicht zuletzt wegen der unerfreulichen Soninke-Marabut-Kriege. Bei den britischen Kaufleuten und Politikern in Gambia sowie den Gambiern in Bathurst bildete sich Widerstand. Frankreich weitete sein Angebot aus, um seine Lücke in der Kolonie Senegal zu schließen und bot die französischen Territorien Elfenbeinküste und Gabun zur Disposition an. Rational betrachtet war das Angebot in London nicht auszuschlagen, worauf sie schon ein Teil der Truppen mitten in den Soninke-Marabut-Kriegen abgezogen hatten. Doch Händler und Siedler organisierten sich und gingen in Opposition, sie forderten Entschädigung im Falle einer Übergabe an Frankreich. Befreite Sklaven, die liberated africans, weigerten sich unter französischem Recht zu leben und verlangten in andere britische Kolonien deportiert zu werden. Die Marabuts unterbrachen ihren Dschihad und sprachen sich, im Bewusstsein, dass sich das französische Militär in die Kampfhandlungen bei einem Kolonientausch einmischen würde, gegen den Tausch aus. Mit einem Mal waren alle Bevölkerungsgruppen im Gambia-Tal friedlich und die Soninke-Marabut-Kriege gingen ihrem Ende entgegen. Die britisch-französischen Verhandlungen wurden 1876 von britischer Seite abgebrochen. Die Casamance, die ab 1866 portugiesisch war, wurde 1886 und 1888 Frankreich überlassen.

### Britische Kolonie Gambia II

Kolonialflagge Britisch-Gambias 1888

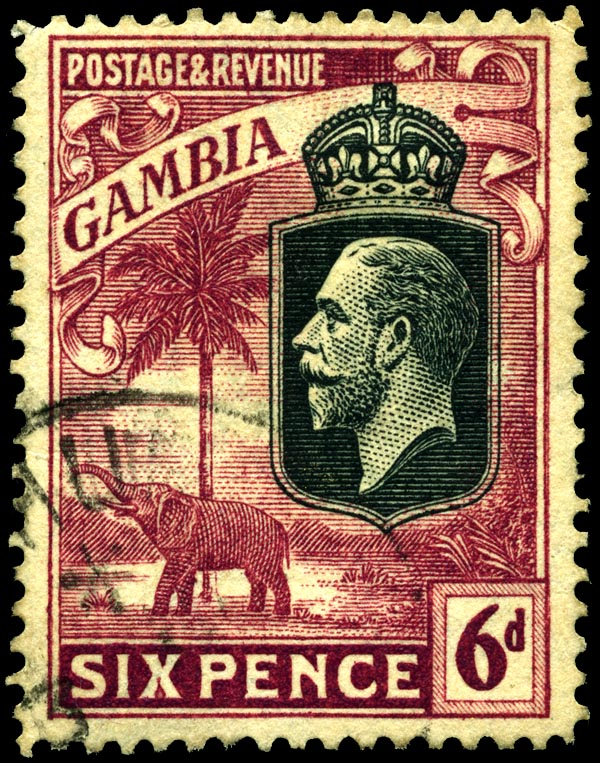
Briefmarke der Kolonie Gambia (1922)

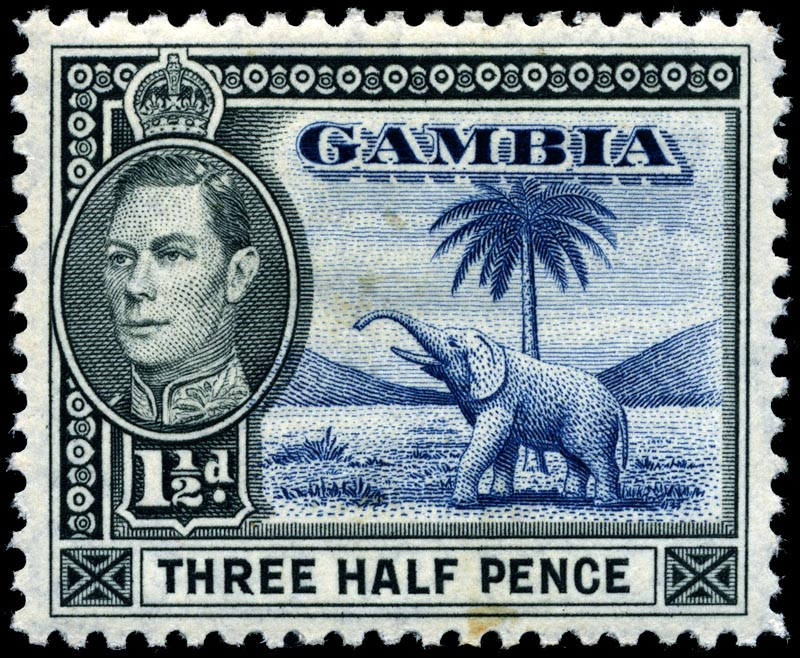
Briefmarke der Kolonie Gambia (1944)

Als die Besitzfrage in den 1870er Jahren geklärt wurde, begann man sich in London mehr für die Kolonien zu interessieren. So wurde Gambia am 24. November 1888 wieder von der Kolonie Britisch-Westafrika getrennt und in eine eigenständige Kolonie, unterteilt in die britische Kronkolonie Bathurst und 1894 ein britisches Protektorat, geführt. Das Protektorat umfasste nach und nach alle Gebiete des Landesinneren. In britisch-französischen Grenzverhandlungen am 10. August 1889 einigte man sich auf den Grenzverlauf. Mit dem Friedensvertrag mit Musa Molloh von Fulladu, der 1901 geschlossen wurde, verleibte man die letzte unabhängige Region an Gambia ein. Der Grenzverlauf wurde dann seit 1904 nicht mehr geändert. Die Briten haben damit ihr Kolonialgebiet um das 60fache vergrößert. Die Grenze folgte dabei genau dem Lauf des Flusses und das Land am Ufer erstreckte sich so weit wie die Reichweite einer Kanonenkugel – zehn Meilen.
Gambia war nun zur britischen Enklave im französischen Kolonialterritorium geworden. Die Briten versuchten ihre Sozialordnung in ihrem Protektorat einzuführen, so wurde 1895 eine Abstimmung unter den lokalen Königen, über die Aufhebung des Sklavenstatus abgehalten. Der Handel mit Sklaven war zwar abgeschafft worden, jedoch nicht die traditionelle afrikanische Kaste der Haussklaven. Das Protektorat war in fünf Divisionen und diese in mehrere Distrikte unterteilt. Diese Aufteilung hat sich weitestgehend bis heute gehalten. Großbritannien folgte im Protektorat einer Politik, die unter dem Schlagwort indirect rule (deutsch indirekte Herrschaft) bekannt ist, also keine große Einmischung in die Innenpolitik vorsieht. Die Kontrolle verlief allein über die lokalen Herrscher. Die Grundzüge dieser Politik wurden 1843 festgelegt. Die Kronkolonie Bathurst war hingegen direkt der Krone unterstellt. 1907 wurde in Britisch-Westafrika und der Kolonie Gambia das Westafrikanische Pfund eingeführt. Ohne große Kosten zu verursachen, versuchten die Briten den Frieden in Gambia zu erhalten, so wurde der Export von Agrarprodukten, beispielsweise Gummi, Erdnüsse und Baumwolle, gefördert.
Gambische Truppen kämpften im Ersten Weltkrieg in Kamerun und Deutsch-Ostafrika und 38 von ihnen mussten ihr Leben lassen. Die Deutsche Lufthansa hatte 1933 in Serekunda-Kanifing ein Flugfeld eingerichtet, das sie sechs Jahre für Transatlantikflüge nach Südamerika benutzte, so wurden beispielsweise Maschinen vom Typ Heinkel He 111 eingesetzt um Luftpost nach Brasilien zu befördern. Während des Zweiten Weltkriegs kämpften gambische Truppen mit den Alliierten in Burma. Bathurst diente dem United States Army Air Corps (heutige United States Air Force) als Flughafen zum Tanken und den alliierten Schiffen als Hafen. Fort Bullen wurde während des Krieges reaktiviert und man stationierte dort eine Artillerie, um gegen eine mögliche Attacke von Frankreich, das die Kolonialmacht von Französisch-Westafrika war, gewappnet zu sein. Der amerikanische Präsident Franklin D. Roosevelt besuchte Bathurst 1943 über Nacht auf der Durchreise auf dem Weg zur Casablanca-Konferenz. Es handelte sich um den ersten Besuch eines amerikanischen Präsidenten im Amt auf dem afrikanischen Kontinent.
Nach dem Krieg investierte das Vereinigte Königreich mehr in die wirtschaftliche Entwicklung der Kolonie. Die Infrastruktur wurde verbessert, Straßen wurden asphaltiert, die Wasserversorgung verbessert und eine Hochschule eingerichtet. Rückschläge gab es aber auch, so wurde der Bergbau bei Brufut nach wenigen Jahren wieder eingestellt. Eine größere Hühnerfarm bei Yundum scheiterte ebenso wie ein Reisprojekt. Die Misserfolge hielt weitere Investoren fern, dadurch konnte sich Gambia nicht von der Monokultur lösen und blieb weiter vom Erdnussexport abhängig.
Schon früh erlaubten die Briten den Afrikanern im 1888 neu geschaffenen Repräsentantenhaus an der Regierung teilzuhaben. Nach dem Zweiten Weltkrieg erhöhte sich das Tempo der Verfassungsreformen. Seit 1951 war es auch erlaubt, Vertreter aus dem Protektorat ins Parlament zu wählen. Drei afrikanische Mitglieder im Repräsentantenhaus erhielten Ministerstatus. Weitere konstitutionelle Verbesserungen zur inneren Selbstverwaltung folgten. Die ersten Parteien wurden gegründet, darunter die United Party (UP). Die Unabhängigkeitsbestrebungen wurden durch die größte Volksgruppe der Mandinka vorangetrieben. Dawda Jawara gründete 1959 die People’s Progressive Party (PPP), die er später als Präsident zur führenden Kraft in Gambia entwickelte. Das allgemeine Wahlrecht wurde 1960 garantiert, damit war das aktive und passive Frauenwahlrecht eingeführt.  Bei der Präsidentenwahl 1960, bei der erstmals auch gambische Frauen an die Wahlurnen durften, wurde Jawara zum Präsidenten gewählt. Im folgenden Jahr wurde das Protektorat mit der Kronkolonie zusammengeführt, und auf Grundlage einer neuen Verfassung wurden die ersten Parlamentswahlen in Britisch-Gambia, die die PPP gewannen, durchgeführt. Ein Jahr später beauftragten die Briten den Fulbe Pierre Sarr N’Jie von der UP eine Kommission mit Vertretern aller Parteien zu bilden, die das Land auf eine Selbstverwaltung vorbereiten sollte. Bei den zweiten Parlamentswahlen 1962 siegte die PPP erneut und der 38-jährige Jawara wurde zum Premierminister ernannt und Sarr N’Jie wurde Oppositionsführer im Parlament.
Von den Briten erhielten die Gambier am 4. Oktober 1963 die volle innere Selbstverwaltung, für eine Übergangszeit war der britische Generalgouverneur nur noch für die innere Sicherheit, auswärtige Angelegenheiten und für die Verteidigung verantwortlich. Erneut wurde der Zusammenschluss mit dem Senegal, das schon 1960 von Frankreich unabhängig wurde, diskutiert. Auch die Vereinten Nationen sprachen 1964 eine Empfehlung zur Vereinigung der beiden Länder aus. Wahrscheinlich sprachen ökonomische Überlegungen britischer Handelsfirmen und die Gambier selbst dagegen.
Mit dem Gambia Independence Act 1964 des Parlaments des Vereinigten Königreichs wurde die Souveränität rechtskräftig. Das Frauenwahlrecht wurde bei der Unabhängigkeit bestätigt.

## Die Unabhängigkeit Gambias

Präsident Dawda Jawara auf einer 1-Dalasi-Banknote

Flagge Gambias

Am 18. Februar 1965 wurde Gambia als konstitutionelle Monarchie als Mitglied ins Commonwealth of Nations mit Königin Elisabeth II. als Staatsoberhaupt aufgenommen. Mit der neuen Verfassung wurde Flagge, Wappen und Nationalhymne eingeführt, und der Staat nennt sich seitdem offiziell „The Gambia“, wobei im englischen Sprachgebrauch starker Wert auf den Artikel im Namen gelegt wird. An der Spitze der Koalitionsregierung stand der Premierminister Dawda Jawara, der 1966 zum Knight Grand Cross des Order of St Michael and St George geschlagen und damit von der Königin in den Adelsstand erhoben wurde. Bei den Parlamentswahlen 1966 ging die PPP erneut als klare Siegerin hervor. Durch Initiative schwedischer Investoren entstanden in diesem Jahr die ersten Hotels an der Atlantikküste und der Grundstein für den Tourismus, den zweitwichtigsten Wirtschaftszweig in den 1990er Jahren, war gelegt.
Ein Vorschlag der Regierung sah vor, sich ganz von Großbritannien zu lösen und Gambia in eine Präsidialrepublik umzuwandeln, die anstelle der Königin einen gewählten Präsidenten als Staatsoberhaupt hat. Ein 1965 durchgeführter Volksentscheid, scheiterte knapp, weil dazu die Zweidrittelmehrheit, die zu dieser Verfassungsänderung notwendig gewesen wäre, nicht erreicht wurde. Dennoch verschaffte sich Gambia mit der Abstimmung Respekt, da sie organisatorisch gut ablief. Ein zweites Referendum in Gambia wurde 1970 durchgeführt.
Senegals Staatspräsident Léopold Sédar Senghor kam 1967 zu Besuch nach Gambia und es wurde ein Assoziierungsabkommen mit dem Senegal abgeschlossen und ein gambisch-senegalesisches Sekretariat eingerichtet.

### Die Republik Gambia
Nachdem das zweite Referendum erfolgreich war, wurde Gambia am 24. April 1970 feierlich als Republik innerhalb des Commonwealth proklamiert. Der erste Präsident der Republik war der bisherige Premierminister Sir David Dawda Kairaba Jawara, bei allgemeinen Wahlen 1972 und 1977 wurde er in seinem Amt bestätigt. 1971 löste die neue gambische Währung, der Dalasi, das Gambische Pfund ab, das erst 1968 das Westafrikanische Pfund ersetzt hatte. Als Zeichen der Abkehr vom Kolonialismus benannte man die Hauptstadt Bathurst am 24. April 1973 im Zuge der Afrikanisierung in Banjul um.

#### Der Putsch Kukoi Samba Sanyangs
Die relative Stabilität der Ära Jawara erfuhr Anfang der 1980er Jahre einen tiefen Einschnitt. Bis zu diesem Zeitpunkt galt Gambia als „Musterland“ mit einer für afrikanische Verhältnisse vorbildlichen Demokratie. Politische Gefangene waren unbekannt, die Presse frei und ohne Repressalien. Aber das Land geriet wirtschaftlich in eine tiefe Krise: Durch eine hohe Inflation verursacht, stiegen in den Jahren 1979–1980 die Lebenshaltungskosten fast auf das Doppelte. Die schlechte Erdnussernte von 1981 verbesserte die Situation nicht. Weitere innenpolitische Probleme, beispielsweise drastische Steuererhöhungen, bildeten einen Nährboden für radikale Kräfte.
Linksorientierte Extremisten und anarchistische Kräfte brachten Gambia in eine Krise. Im Oktober 1980 wurde der stellvertretende Kommandeur der damaligen Polizeikräfte Emmanuel („Eku“) Mahoney von Mustapha Danso ermordet. Man verzichtete zunächst auf eine kostspielige Berufsarmee, denn aufgrund des gambisch-senegalesischen-Verteidigungsabkommen von 1965 konnten senegalesische Truppen Hilfe leisten. Die beiden Parteien, die zur Gewalt aufgerufen hatten, die Gambian Socialist Revolutionary Party (GSRP) sowie die Movement for Justice in Africa-Gambia (MOJA-G), wurden verboten und ihre Anführer verhaftet. Die GSRP trat zuvor zweimal erfolglos bei Wahlen an. Da Libyen offensichtlich involviert war, wurden libysche Diplomaten am 30. Oktober des Landes verwiesen. Jawara beschuldigte Libyen, das seinerzeit in vielen afrikanischen Staaten Regierungen zu destabilisieren versuchte, 200 Gambier für einen künftigen Guerillakrieg rekrutiert zu haben.
Ein Jahr später, als Jawara sich in London zu der Trauung am 29. Juli von Prinz Charles und Lady Diana befand, erschütterte am 30. Juli 1981 ein blutiger Putsch das Land. Die Zahl der Getöteten wurde auf 500 geschätzt, nach inoffiziellen Angaben sogar bis zu 2000 Menschen. Die drei Rädelsführer der Rebellen kamen aus den Reihen der verbotenen Parteien GSRP und MOJA-G, sie besetzten den Radiosender und nahmen Geiseln. An der Spitze der Putschisten stand der 28-jährige Kukoi Samba Sanyang aus der GSRP. Mit Hilfe gambischer Offiziere niedrigen Ranges der paramilitärischen Field Force machte er sich zum Vorsitzenden des zwölf Mann starken Revolutionsrates National Revolutionary Council, setzte die Verfassung außer Kraft und rief die Diktatur des Proletariats aus, gleichzeitig erklärte er Präsident Jawara für abgesetzt. Sie warfen, wobei sie von vielen Bürgern unterstützt wurden, der Jawara-Regierung Korruption, Tribalismus und Despotismus vor. Jawara bat erneut den Senegal um militärische Unterstützung und mit 3000 senegalesischen Soldaten wurde der Aufstand der Rebellen nach fünf Tagen niedergeschlagen. Jawara war am 5. August wieder im Amt und ordnete für vier Jahre den Ausnahmezustand an, Sanyang konnte sich gerüchteweise mit Unmengen geraubten Staats- und Privateigentums nach Guinea-Bissau absetzen.

#### Konföderation Senegambia

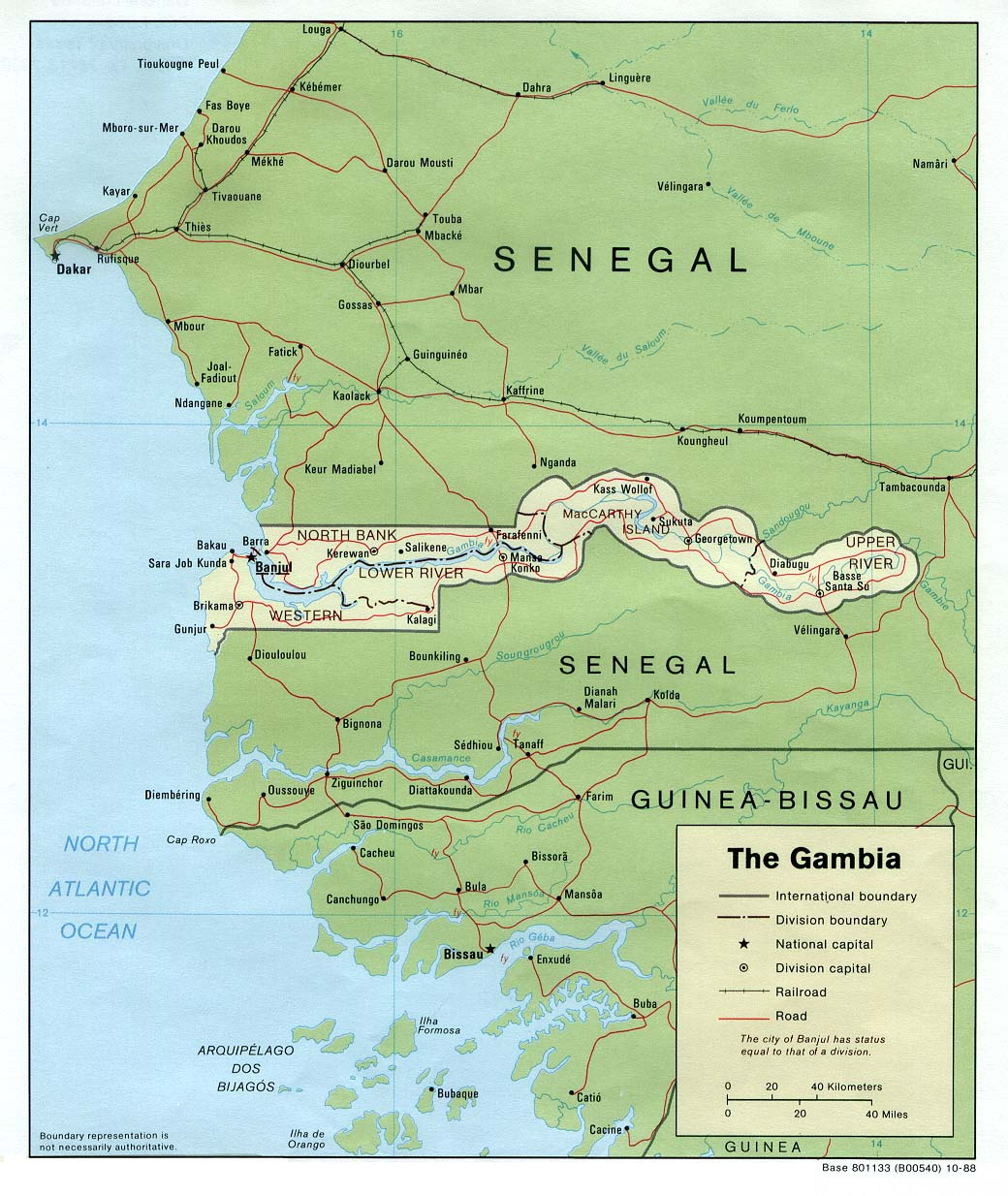
Karte von 1988

Im Nachspiel zum Putsch unterzeichneten Gambia und der Senegal am 12. Dezember 1981 einen Vertrag, der die Vereinigung der Streitkräfte, der Währung und des Wirtschaftsraumes in der Konföderation Senegambia vorsah. Präsident der Konföderation war der senegalesische und der Vizepräsident der gambische Staatspräsident. Das Parlament tagte abwechselnd in Dakar und in Banjul, Amtssprache wurde das Wolof, das in beiden Staaten gesprochen wird.
Bei der Präsidentschaftswahl in Gambia 1982 konnte sich Jawara gegen Sheriff Dibba von der Oppositionspartei National Convention Party (NCP) deutlich behaupten. Der NCP wurden Verstrickungen in den Putsch vom vergangenen Jahr nachgesagt. Eine eigene gambische Armee wurde 1983 aufgestellt. Gerüchte über einen weiteren Coup, der gegen die Regierung vorbereitet wurde, verdichteten sich im Februar 1988. Neben Kukoi Samba Sanyang, der inzwischen in Libyen lebte, waren Anhänger der Casamance-Separatistenbewegung Mouvement des forces démocratiques de la Casamance (MFDC) an der Konspiration beteiligt.
Die Konföderation Senegambia bestand vom 1. Februar 1982 bis zum 30. September 1989, als Gambia aus dem Bund austrat. Nach anderer Quelle hatte der Senegal die Konföderation gekündigt. Die gesetzten Erwartungen, vor allem die wirtschaftliche Zusammenarbeit betreffend, wurden nicht erfüllt. Die zusätzlich geschaffene Bürokratie machte diesen Staatenbund von Anfang an schwerfällig und zu einem handlungsunfähigen Gebilde. Differenzen zeigten sich in der Priorisierung von Bauprojekten, der Senegal wollte die Infrastruktur durch den Bau einer Brücke über den Gambia verbessern. Jawara dagegen sah die Notwendigkeit des Baus eines Staudammes.
Um politisch internationales Ansehen zu gewinnen, fungierte Jawara 1989 als Friedensvermittler im Mauretanisch-Senegalesischen Grenzkrieg (1989–1991). Auch in Liberia engagiert sich Gambia an einer von der Westafrikanischen Wirtschaftsgemeinschaft (ECOWAS) geführten ECOWAS Friedenstruppe. Das gambisch-senegalesische Verhältnis wurde 1991 durch ein bilaterales Abkommen wieder verbessert. Als die gambischen Soldaten vom liberianischen Bürgerkrieg zurückkehrten, gab es heftige Proteste wegen ausstehender Frontzulagen. Der Kommandeur der Armee trat wegen der Proteste zurück und ein Nigerianer wurde zum Nachfolger bestimmt. Mit Nigeria wurde Anfang 1992 ein bilaterales Verteidigungsabkommen geschlossen.

#### Der Putsch Yahya Jammehs

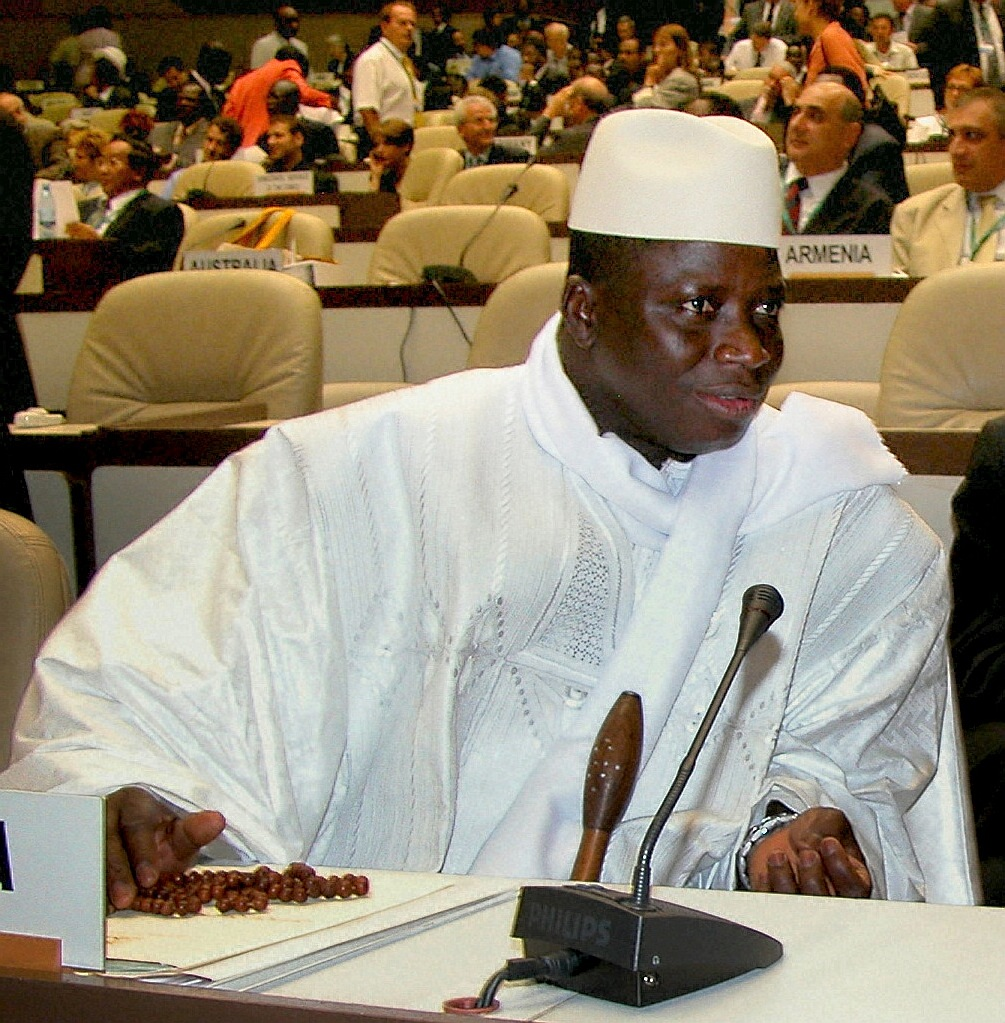
Yahya Jammeh (2003)

Jawara wurde bei der Präsidentschaftswahl in Gambia 1992 wiedergewählt. Im Zuge der Reorganisation des Kabinetts wurden die Machtbefugnisse des Präsidenten eingeschränkt. Es wurden immer mehr oppositionelle Stimmen laut, die die üppigen Privilegien der Regierungsmitglieder kritisierten. Selbst der römisch-katholische Bischof vom Bistum Banjul schloss sich dieser Kritik an. Daraufhin setzte Jawara im Januar 1994 eine unabhängige Kommission ein, die die Korruptionsvorwürfe im öffentlichen Leben untersuchen sollte. Jawara wurde unmittelbar nach seiner Rückkehr von einem Staatsbesuch in Großbritannien, durch einen unblutigen Militärputsch entmachtet. Er war bis dahin, mit 34 Dienstjahren, der dienstälteste afrikanische Staatschef.
Am 22. Juli 1994 verlangten erneut vom Dienst in Nigeria zurückkehrende Soldaten ihre Frontzulagen. Sie wurden am Flughafen von ihren nigerianischen Offizieren, die zum Empfang Jawaras bereit waren, entwaffnet. In Banjul folgten Protestaktionen der Soldaten, sie besetzten das Telekommunikationszentrum, den Flughafen und andere strategisch wichtige Punkte. Der 29-jährige Leutnant Yahya Jammeh als Anführer der Armed Forces Provisional Ruling Council (AFPRC) enthob Jawara seines Amtes und die Rebellen legten alle politischen Aktivitäten lahm. Mit einer Anzahl von Regierungsmitgliedern konnte Jawara an Bord eines US-Navy-Schiffes, das sich zu der Zeit gerade im Hafen von Banjul aufhielt, das Land in den Senegal verlassen. Er ging später in Großbritannien ins (selbst auferlegte) Exil. Jammeh erklärte sich in einer Radioansprache zum Präsidenten der Republik, setzte die Verfassung außer Kraft und verbot alle politischen Parteien. Er berief eine Regierung ein, die sich aus militärischen und zivilen Repräsentanten zusammensetzte. Das neue Militärregime versprach den Kampf gegen die Korruption aufzunehmen und nach einer Reorganisation den Weg zu Neuwahlen zu ebnen.
Am 24. Oktober 1994 ließ Jammeh verlauten, dass er den Ausnahmezustand bis 1998 halten möchte. Dies veranlasste das Ausland zu einer gemeinsamen Protestaktion. Die Vereinigten Staaten, Großbritannien und die Europäische Union froren ihre Finanzhilfen für Gambia ein. Als es dann auch noch zu einem Gegenputsch-Versuch von ranghohen Offizieren am 11. November kam, bei dem mehrere Soldaten getötet wurden, wurde Gambia zu einem unsicheren Land erklärt. Das westliche Ausland evakuierte nahezu alle Touristen aus dem Land. Im Januar 1995 wurde eine Reihe von oppositionellen Politikern verhaftet und die Todesstrafe wurde im August wieder eingeführt (bisher nicht angewandt).
Durch den internationalen Druck wurden – vielleicht um den Tourismus, von dem Gambia wirtschaftlich stark abhängig ist, nicht zu gefährden – bereits 1996 demokratische Wahlen angekündigt. Jammeh setzte eine provisorische unabhängige Wahlkommission ein, um nationale Wahlen zu organisieren.

### Die Zweite Republik Gambia

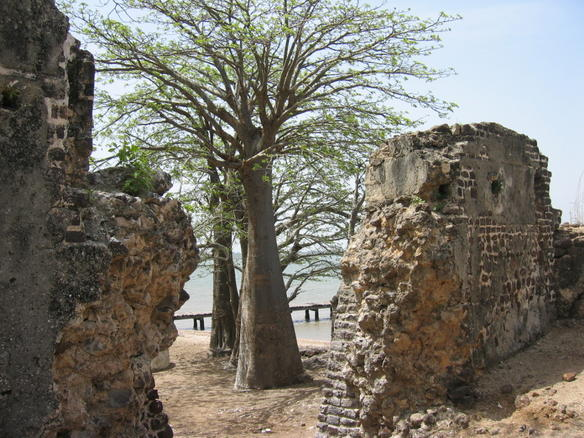
Die Ruinen auf James Island (2004)

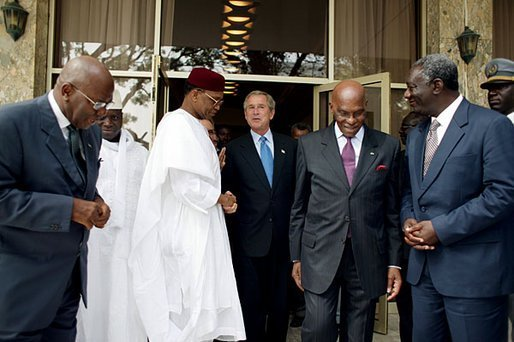
Präsident George W. Bush trifft sich mit Führern westafrikanischer Staaten, unter anderem mit Jammeh (2003)

Die Präsidentschaftswahl in Gambia fanden am 26. September 1996 statt, nachdem zuvor im August über die neue Verfassung in dem Verfassungsreferendum abgestimmt worden war und das Parteienverbot fallen gelassen wurde. Die ehemaligen Parteien, die Jawara freundlich gesinnt waren, schloss die AFPRC dennoch von dieser Wahl aus. Jammeh, der zuvor aus der Armee ausgetreten war, hatte erfolgreich mit seiner neu gegründeten Alliance for Patriotic Reorientation and Construction (APRC) bei den Präsidentschaftswahlen teilgenommen. Oppositionsführer und Hauptrivale Ousainou Darboe von der Partei United Democratic Party (UDP) meldete Kritik an dem Wahlergebnis an. Am 6. November 1996 wurde Jammeh im Amt des Präsidenten vereidigt. Und am 2. Januar 1997 fanden Parlamentswahlen in Gambia statt, bei der die APRC 26 der insgesamt 45 Parlamentssitze gewinnen konnte.
Gambia gelang ein Schritt aus der internationalen Isolation, als es von 1998 bis 1999 als nicht ständiges Mitglied einen Sitz im Sicherheitsrat der Vereinten Nationen übernehmen durfte. Und ab 1999 erfolgte die Vermittlung Gambias im Casamance-Konflikt sowie im guinea-bissauischen Bürgerkrieg.
Tatsächlich sind die Jahre von 1996 bis 2000 von einer gewissen Stabilität und wirtschaftlichem Aufschwung geprägt: der Banjul International Airport sowie zahlreiche Straßen wurden modernisiert, ein neues Krankenhaus (AFPRC General Hospital), eine Fernsehstation und ein riesiges Revolutionsdenkmal (Arch 22) entstanden. Neben neuen Schulen wurde die Universität von Gambia gegründet und der Tourismus wurde wieder zu einer guten Einnahmequelle.
Die Regierung berichtet am 15. Januar 2000 von einem missglückten Putschversuch, mit einem Toten, von Offizieren der Präsidentengarde, die zehn beteiligten Soldaten wurden am 5. April des Hochverrates angeklagt.
Internationale Beobachter, wie beispielsweise Amnesty International (ai), sehen aber seit der Machtübernahme eine Verschlechterung der Menschenrechte: Journalisten, Menschenrechtsverteidiger und Oppositionsanhänger seien vom nationalen Geheimdienst (National Intelligence Agency (NIA)) willkürlich festgenommen und misshandelt worden. So wurden am 10. und 11. April 2000 mindestens 14 Personen inklusive eines Rot-Kreuz-Mitarbeiters, der als Journalist arbeitete, bei einer Straßenschlacht zwischen studentischen Demonstranten und der Polizei getötet und mindestens 28 weitere verletzt. Die organisierten Proteste richteten sich gegen den mysteriösen Tod eines Studenten, der von Feuerwehrleuten im März zu Tode gefoltert worden sein soll, und sie protestierten, weil mutmaßlich eine 13-Jährige durch einen Polizeibeamten im März vergewaltigt worden war. Von den mehr als 100 verhafteten Studenten waren die meisten am nächsten Tag wieder frei. Schulen waren zeitweilig geschlossen, Patrouillen prägten das nächtliche Stadtbild.
Am 18. Oktober 2001 fand die zweite Präsidentschaftswahl statt, bei der Präsident Jammeh für weitere fünf Jahre im Amt bestätigt wurde. Im darauf folgenden Jahr fanden Wahlen für die Nationalversammlung und die Lokalverwaltungen statt, bei der die APRC als Siegerin hervorging. Die Oppositionspartei UDP boykottierte die Wahlen allerdings, weil Darboe das Wahlsystem der Independent Electoral Commission (IEC) organisiert wurde und nach ihrer Ansicht das Wahlsystem ungerecht war.
Vor der gambischen Küste ereignete sich im September 2002 eine der größten Katastrophen der Seefahrt der Nachkriegszeit. Die senegalesischen Fähre Le Joola, damals die einzige Fähre zwischen Ziguinchor (Region Casamance) und Dakar, sank in einem Sturm und forderte dabei über 1800 Todesopfer.
In den Geschäftsräumen der Zeitung The Independent legten Unbekannte im Oktober 2003 Feuer. Auch der Radiosender Citizen FM hatte schon einen Brandanschlag hinter sich, beide Einrichtungen wurden schon öfter Ziel von Repressalien. Am 16. Dezember 2004 wurde der regierungskritische Journalist Deyda Hydara ermordet. Zuvor hatte er das neue Mediengesetz angeprangert, nach dem Journalisten für das Schreiben eines „verleumderischen Artikels“ (zum Beispiel: üble Nachrede, Veröffentlichung aufrührerischer Artikel) zu einer Haftstrafe von mindestens sechs Monaten verurteilt werden können. Vier Tage nach der Tat protestierten Hunderte von Journalisten gegen Hydaras Ermordung und für den Erhalt der Pressefreiheit.
Fünf oppositionelle Parteien hatten sich im Januar 2005 als National Alliance for Democracy and Development (NADD) zu einer Koalition zusammengeschlossen und wollten gemeinsam gegen Jammeh antreten. Sie vereinbarten ein gemeinsames Wahlprogramm für die Präsidentschaftswahl 2006 und die Parlamentswahlen im Jahr 2007, spalteten sich jedoch, nachdem sie sich auf keinen gemeinsamen Präsidentschaftskandidaten einigen konnten.
Im August 2005 kam es zu zwischenstaatlichen Spannungen: Am Trans-Gambia Highway blockierten senegalesische Fernfahrer die Grenzübergänge und waren eher bereit, den langen Weg auf deutlich schlechteren Straßen ganz um Gambia herum in Kauf zu nehmen, als die Verteuerung des Fährpreises zu zahlen. Selbst eine Reduzierung des Preises Anfang Oktober beendete den Konflikt nicht vollständig. Im Verlauf des Konflikts drohte Senegals Präsident Abdoulaye Wade, mit angeblicher Unterstützung durch die Volksrepublik China, einen 35 Kilometer langen Tunnel unter Gambia zu bauen. Jammeh und Wade kamen am 21. Oktober 2005 erstmals nach dem Konflikt zusammen und konnten eine Übereinkunft über den Preis und das weitere Vorgehen erzielen. Dabei wurde das Brückenbau-Projekt erneut in den Vordergrund gestellt.
Als Jammeh am 21. März 2006 zu einem kurzen Staatsbesuch in Mauretanien war, misslang ein Putschversuch, mehrere Personen sind danach in diesem Zusammenhang festgenommen worden, darunter Parlamentssprecher Sheriff Dibba, der ein paar Tage später freigelassen wurde, und auch hochrangige Mitarbeiter der NIA. Die UN-Antifolterkonvention unterzeichnete Gambia am 8. Juni, trotzdem haben die Vereinigten Staaten Gambia die Entwicklungshilfe aufgrund der Bevormundung der Presse gestrichen.
Am 2. Oktober 2013 erklärte die gambische Regierung mit sofortiger Wirkung die Mitgliedschaft im Commonwealth für beendet. Großbritannien hatte zuletzt, wie auch die Menschenrechtsorganisation Amnesty International, die Menschenrechtslage in Gambia gerügt. Die Regierung in der Hauptstadt Banjul teilte mit, das westafrikanische Land wolle „niemals Mitglied einer neokolonialen Einrichtung“ oder einer Institution sein, „die für eine Fortsetzung des Kolonialismus steht“.
Bei der Präsidentschaftswahl am 1. Dezember 2016 siegte überraschend der Herausforderer Adama Barrow gegen den langjährigen Amtsinhaber Yahya Jammeh. Nachdem Jammeh zunächst seine Niederlage eingestanden hatte, widerrief er eine Woche später diese Aussage und kündigte an, wegen angeblicher Unregelmäßigkeiten bei der Wahl Neuwahlen abhalten zu wollen. Solange wolle er im Amt bleiben. Die internationale Staatengemeinschaft (Afrikanische Union, Vereinte Nationen, Vereinigte Staaten) verurteilten dieses Verhalten und forderten Jammeh zum Rücktritt auf. Ab Mitte Dezember 2016 versuchten das Nachbarland Senegal sowie Nigeria und weitere Länder der westafrikanischen Wirtschaftsgemeinschaft Ecowas in Verhandlungen, Yahya Jammeh von einer geordneten Machtübergabe an Adam Barrow zu überzeugen. Diese Verhandlungen verliefen erfolglos und Ecowas drohte daraufhin mit einem militärischen Eingreifen. Jammeh bezeichnete dies als „Kriegserklärung“. Nach Ablauf seiner regulären Präsidentschaft marschierten am 19. Januar 2017 senegalesische Truppen in Gambia ein, um die Machtübergabe zu erzwingen. Am 20. Januar weigerte sich Armeechef Ousman Badjie, die Ecowas-Truppen zu bekämpfen, und erkannte Barrow als Präsidenten an. Jammeh erklärte sich bereit zurückzutreten und ins Exil zu gehen. Am nächsten Tag verließ Jammeh das Land in einem Flugzeug Richtung Guinea. Am 26. Januar kehrte Barrow aus seinem Exil in Senegal zurück und beendete so die Krise.
Im Juli 2021 wurde das Land von einer Sturmkatastrophe heimgesucht.

## Epilog – Erinnerungskultur

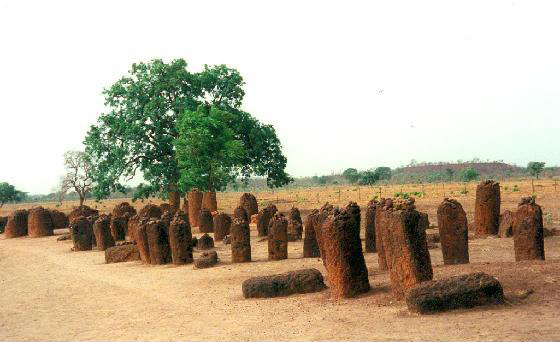
Die rätselhaften Steinkreise von Wassu

Für die Erinnerungskultur Gambias ist im Jahr 2003 von der United Nations Educational, Scientific and Cultural Organization (UNESCO) „James Island and Related Sites“ in die Liste des Weltkulturerbes aufgenommen worden. Sie umfasst die Insel James Island mit der Ruine von Fort James, die in der Geschichte mindestens zehnmal den Besitzer gewechselt hatte, die „Six-Gun Battery“ in Banjul, Fort Bullen in Barra, die „Ruins of San Domingo“, „Remains of Portuguese Chapel“, „Compagnie Française d’Afrique Occidentale Building“ und das Maurel Frères Building bei Albreda. Die Stätten werden schätzungsweise von bis zu 15.000 Menschen jährlich besucht. Darunter Touristen, Einheimische und afroamerikanische US-Bürger, die mehr über ihre Wurzeln und die afrikanische Diaspora erfahren möchten.
Die Steinkreise von Wassu, das afrikanische „Stonehenge“, sind im Juli 2006 als Weltkulturerbe eingetragen worden. Ein Obelisk, das Mungo Park Memorial, erinnert beim Ort Karantaba Tenda an den Beginn der Reise von Mungo Park.